# Kanarienvogel
Der Kanarienvogel, auch Kanarie, süddeutsch und österreichisch Kanari, stammt vom Kanarengirlitz (Serinus canaria) ab.
Die Domestikation des Kanarengirlitzes zum Kanarienvogel begann nach der Entdeckung und Eroberung der Kanarischen Inseln sowie der Entdeckung der Azoren und der Insel Madeira durch die Europäer im 15. Jahrhundert.
Heute gibt es vom Kanarienvogel viele Rassen und Farbschläge, die sich in ihrem Gesang (Gesangskanarien), in ihrer Gestalt und Gefiedertextur (Positurkanarien) oder in ihrer Farbe (Farbenkanarien) unterscheiden.
Gesangskanarien sind die einzigen Haustiere, bei denen die Stimme und Lautäußerungen züchterisch verändert wurden. Die Gesangskanarienrasse Harzer Roller gelangte in dieser Hinsicht zu Weltruhm.

## Beschreibung
Der Kanarienvogel ist etwas größer als sein wilder Vorfahre, der Kanarengirlitz. Gesangs- und Farbenkanarienvögel sind etwa 13,5 cm bis 14,5 cm groß. Positurkanarienvögel gibt es von 11 cm bis 23 cm Länge.
Die ursprüngliche Grundfarbe de Gefieders der Kanarienvögel ist das „Kanariengelb“. Jedoch gibt es heute eine Vielzahl sehr unterschiedlicher Gefiederfarben (z. B. weiß, rot, braun, hellbraun). Um 1920 wurden Kapuzenzeisige in die damals nur gelbgrundigen Kanarienvögel eingekreuzt. Seither gibt es Kanarienvögel mit roter Gefiederfarbe. Einige Züchtungen tragen auch eine Haube oder haben besondere Gefiederfrisuren.

## Gesang
In einem engen Zusammenhang mit dem Gesang steht das gut ausgeprägte Hörvermögen der Kanarienvögel. Die optimale Empfindlichkeit reicht von 3200 Hertz (Hz) bis 4000 Hz. Die untere Hörgrenze liegt bei 1100 Hz und seine obere bei 10000 Hz. Der Kanarienvogel kann zudem Tonfolgen unterscheiden, im Gedächtnis speichern und wiedergeben. Deshalb kann er den arteigenen und angezüchteten Gesang lernen. Er kann Töne und Tonfolgen anderer Vögel nachahmen und auch fremde Geräusche in seinen Gesang einbinden.
Ein Kanarienvogellied beginnt mit einem variablen, leisen Eingang von ein paar Silben und gipfelt in einer sehr lauten Tour aus harten absteigenden Elementen. Den Wildvögeln fehlen allerdings im Gegensatz zum Harzer Roller die tiefen Phrasen, die auf züchterische Selektion zurückzuführen sind. Dafür kann der Kanarengirlitz bis zu 400 Elemente beherrschen und singt damit vielfältiger als die Zuchtformen. Dennoch muss in beiden Fällen die Vielfalt der Klangeinheiten erlernt werden, die ein Leben lang erweitert werden kann.

### Entwicklung des Gesangs
Sobald der Kanarienvogel geschlüpft ist, gibt er seine ersten Töne von sich. Nach 30 bis 40 Tagen beginnt dann das Gesangsstudium der Männchen. Diese erste Phase des Lernens (Subsong) dauert bis kurz vor die Jugendmauser. Vor Beginn der Jugendmauser ist der Vogel etwa zwei Wochen lang still. Erst zwischen dem 70. und 90. Tag beginnt in die zweite Lernphase (plastischer Gesang), die etwa bis zum 150. Lebenstag andauert. Nach der Jugendmauser beginnt die dritte Phase der Gesangsausbildung (juveniler Herbstgesang), der etwa bis zum 250. Lebenstag andauert. In dieser Zeit lässt sich das Talent schon erahnen, so dass der Gesangskanarienvogel in die so genannte Singschule gehen kann.
Zur Fortpflanzungszeit des folgenden Jahres, um den 300. Lebenstag herum, hat der Kanarienvogel seine Lehre beendet und den Vollgesang erreicht, den er während der ganzen Brutsaison beibehält. Das Lautrepertoire ist stabil und umfasst in der Regel 30 bis 40 verschiedene Einzelelemente (Silben, also Noten pro Sekunde). Das Männchen singt recht lange, aus vielen Touren (Tour: zusammenhängende Abfolge von Silben, also Strophe) oder Phrasen (Phrase: selbständiger Abschluss eines Musikstücks) aufgebaute Melodien. Bei der Dauer der Pausen wird wenig variiert: Sie reicht zwar von 0,02 s bis 0,7 s, ist aber in der Regel im Bereich von 0,08 s bis 0,16 s. Die Tourendauer erwachsener Männchen liegt meist bei 0,8 s bis 1,1 s, kann aber auch 2 s betragen.
Ein Teil des Gesangs ist beim Kanarienvogel angeboren, daneben gibt es aber auch individuelles Lernen. Das Gesangsschema und die Strophe mit bestimmten Tönen und Rhythmus sind genetisch festgelegt. Die Feinstrukturen (Silben) sind aber für Lernprozesse offen, und durch Hören arteigenen Gesangs werden Erfahrungen gesammelt. Sehr wichtig ist dabei das Vorbild des Vaters, aber die Jungen lernen auch von anderen Männchen und gleichaltrigen Jungvögeln. Diese Lernfähigkeit wird in der Singschule besonders gefördert. Manche Silben werden auch ohne erkennbare Vorbilder gebildet, der Kanarienvogel kann also improvisieren.
Die Weibchen singen selten in ihrem ersten Lebensjahr. Die Qualität ihres Gesanges entspricht am ehesten dem Subsong der Männchen, manchmal dem plastischen Gesang. Während der Brutzeit singen die Weibchen nur ausnahmsweise. Nach Beendigung ihrer letzten Brut, etwa ab Juli, singen sie spontan den Sommergesang. Vom Herbst bis zu Beginn der nächsten Brutsaison singen sie den Herbstgesang. Am meisten singen die Weibchen im Oktober.
Nachdem die erste Fortpflanzungszeit vorüber ist, singen die Männchen immer weniger und stellen ihren Gesang schließlich ganz ein (Refraktärzeit). Nach dem jährlichen Wechsel des Gefieders, der Mauser, singt er den Herbstgesang. Dieser ist weit plastischer als der Vollgesang, das heißt ohne feste zeitliche Struktur, aber auch die einzelnen Elemente sind viel variabler. Die Pausen sind unterschiedlich lang und das Verhältnis von Touren zu Silben ist stark zugunsten letzter verschoben. Im Winter und Frühjahr beginnt der Gesang sich dann wieder zu stabilisieren, bis er in der nächsten Fortpflanzungsperiode wieder Vollgesangsniveau erreicht. Interessanterweise hat sich der Gesang nun gegenüber dem Vorjahr etwas verändert. Einige Silben sind gleich geblieben, andere wurden vergessen. Dafür hat er neue Melodien kreiert.

### Gesangsverhalten
Der männliche Kanarienvogel singt bereits am frühen Morgen von einer Singwarte aus. Er lässt seinen Gesang am häufigsten in der Balzzeit hören, um sein Revier gegen Artgenossen zu verteidigen und um ein Weibchen zu werben. Manchmal dient der Gesang auch der Begleitung beim Nestbau.

## Sozialverhalten und Körpersprache
Kanarienvögel sind tagaktive Tiere. Sie verlassen ihren Schlafast mit Tagesbeginn, mit Sonnenuntergang suchen sie ihn wieder auf. Die Aktivitätsphase wird häufig durch Ruhe- und Putzphasen unterbrochen.
Kanarienvögel sind außerhalb der Brutzeit friedliche und verträgliche Vögel und können in dieser Zeit in einer Voliere als Gruppe gehalten werden. Anfangs wird eine Rangordnung in der Gruppe erkämpft. Steht die Rangordnung fest, kommt es nur selten zu Streitigkeiten. Meist wird um begehrtes Futter oder einen bevorzugten Sitzplatz gestritten. Oft beschränkt sich der Streit auf gegenseitiges Drohen, wonach der Unterlegene aufgibt. Andere Artgenossen werden mit aufgerissenem Schnabel und angehobenen Flügeln bedroht. Reagiert der Artgenosse nicht darauf, wird mit dem Schnabel nach ihm gehackt und letztendlich heftig angegriffen. Das Wetzen des Schnabels an einem Ast kann zur Beschwichtigung aggressiver Artgenossen dienen. Ergibt sich einer der Rivalen, duckt er sich mit eng angelegten Gefieder.
Kanarienvögel achten immer auf einen individuellen Abstand zueinander, den auch verpaarte Partner konsequent einhalten und verteidigen.
Zur Brutzeit bilden die Hähne Reviere und verteidigen diese oft vehement, es kommt zu Schnabelgefechten und Verfolgungsjagden, die durchaus blutig werden können. Deshalb dürfen in dieser Zeit nicht mehrere Männchen in einer Voliere gehalten werden.
Kanarienvögel kommunizieren über Rufe und auch Gesang.
Kanarienvögel reagieren auf die Warnlaute anderer Vögel, verstehen also artfremde Laute. Das ist z. B. der Fall, wenn sich Fressfeinde nähern. Das kann in einer Voliere oder in einem Käfig durchaus zur Panik führen, da die in der Natur vorhandenen Versteckmöglichkeiten dort oft fehlen.
Der Kanarienvogel hat eine ausgeprägte Körpersprache. Mit einem aufgesperrten Schnabel, hängenden und zitternden Flügeln wird um Futter gebettelt. In der Balz dient dieses Verhalten auch der Paarbildung. Wenn Kanarienvögel gegenseitige Zuneigung bekunden wollen, schnäbeln sie miteinander. Ein ausgiebiges gegenseitiges Putzen, wie wir es etwa von Prachtfinken kennen, ist bei Kanarienvögeln nicht ausgeprägt.

## Fortpflanzung
Die Brutzeit des Kanarienvogels beginnt im Frühjahr. Die Männchen verstärken den Gesang und tragen auch Verfolgungsflüge und Schnabelgefechte aus. Jedoch können Kanarienvögel im Haus zu jeder Jahreszeit in Brutstimmung kommen und brüten.

### Paarung
Das Weibchen lässt häufig seinen trillernden Lockruf hören und schlägt mit den Flügeln. Es ist ständig in Bewegung. Ist das Weibchen brutlustig, nimmt es Nestbaumaterial in den Schnabel und sucht einen geeigneten Nistplatz (Nestbauzeremoniell). Die Paarung dauert ein bis zwei Sekunden.

### Nestbau und Eiablage

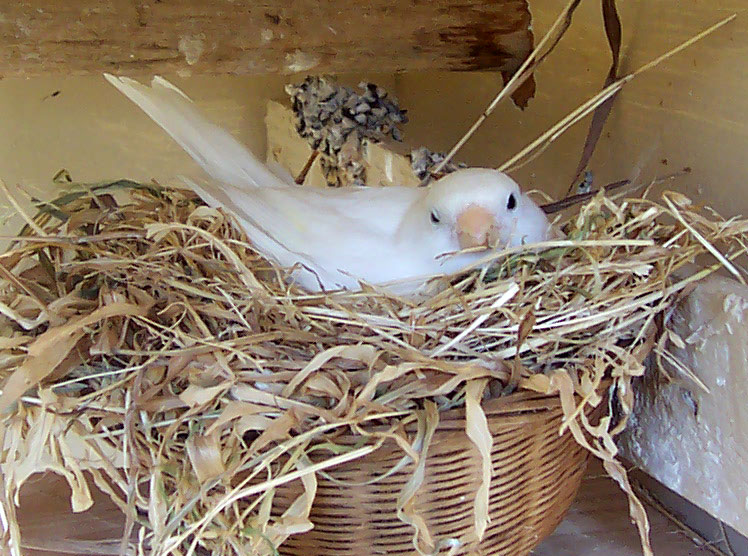
Brütendes Weibchen im Nest

Das Weibchen baut das Nest in Nestunterlagen in Form von Körbchen oder halboffenen Nistkästen. Zum Nestbau verwenden Kanarienvögel alle Materialien, die ihnen der Vogelhalter bietet. Geeignet sind Materialien aus der Natur (Grashalme, Moos, Tierhaare, Wolle, Federn usw.) oder speziell für Ziervögel gedachte Nestbaumaterialien, wie Kokosfasern, Holzwolle (für den Nestunterbau) und Scharpie (zum Auskleiden des Nestes).
Während des Nestbaus singt das Männchen ausdauernd und füttert sein Weibchen.
Sobald das Weibchen sein Nest fertiggestellt hat, legt es, fast immer am frühen Morgen, das erste Ei. Meist erhebt sich die Henne beim Auspressen des Eies und steht mit geöffnetem Schnabel im Nest. Danach setzt sie sich erschöpft hin und ruht sich aus. Das Gelege ist mit drei bis fünf Eiern vollständig. Die Eier sind blassmeergrün und zeigen rötlich-braune Flecken am stumpfen Pol. Zwei bis drei Bruten in einem Sommer sind üblich.
Die Kanarienvögel beginnen oft bereits nach der Ablage des ersten Eies mit dem Brüten. Das führt dazu, dass die Jungen nacheinander schlüpfen und Spätlinge wenig Überlebenschancen haben. Deshalb wird täglich das gelegte Ei durch ein Kunststoffei ersetzt. Nach der Ablage des vierten Eies bekommt das brütende Weibchen die eigenen Eier zurück. Somit schlüpfen alle Jungen an einem Tag und haben gleiche Entwicklungschancen.

### Brutzeit
Bei Kanarienvögeln ist es üblich, dass das Weibchen allein brütet und nicht vom Männchen abgelöst wird. Es verlässt das Nest mehrmals am Tag, um Kot abzusetzen und zu trinken. Die restliche Zeit versorgt das Männchen das Weibchen mit Nahrung aus seinem Kropf. Die Weibchen sitzen meist sehr fest und ausdauernd auf den Eiern und lassen sich, bei ruhigem Umgang, nur wenig im Brutgeschäft stören. Die Brutzeit dauert 13 bis 14 Tage, je nach Bruterfahrung der Henne. Bei einer unerfahrenen Henne kann es eventuell länger dauern als bei einer erfahrenen, weil sie noch nicht so fest auf den Eiern sitzt.
Bei gut harmonierenden Paaren sind meist alle Eier der Kanarienvögel befruchtet. Nach etwa 6 Tagen erkennt man bei befruchteten Eiern den Embryo als dunklen Fleck, wenn man das Ei gegen das Licht einer Glühlampe oder Taschenlampe, hält. Unbefruchtete Eier sind klar und durchsichtig.

### Entwicklung der Jungen

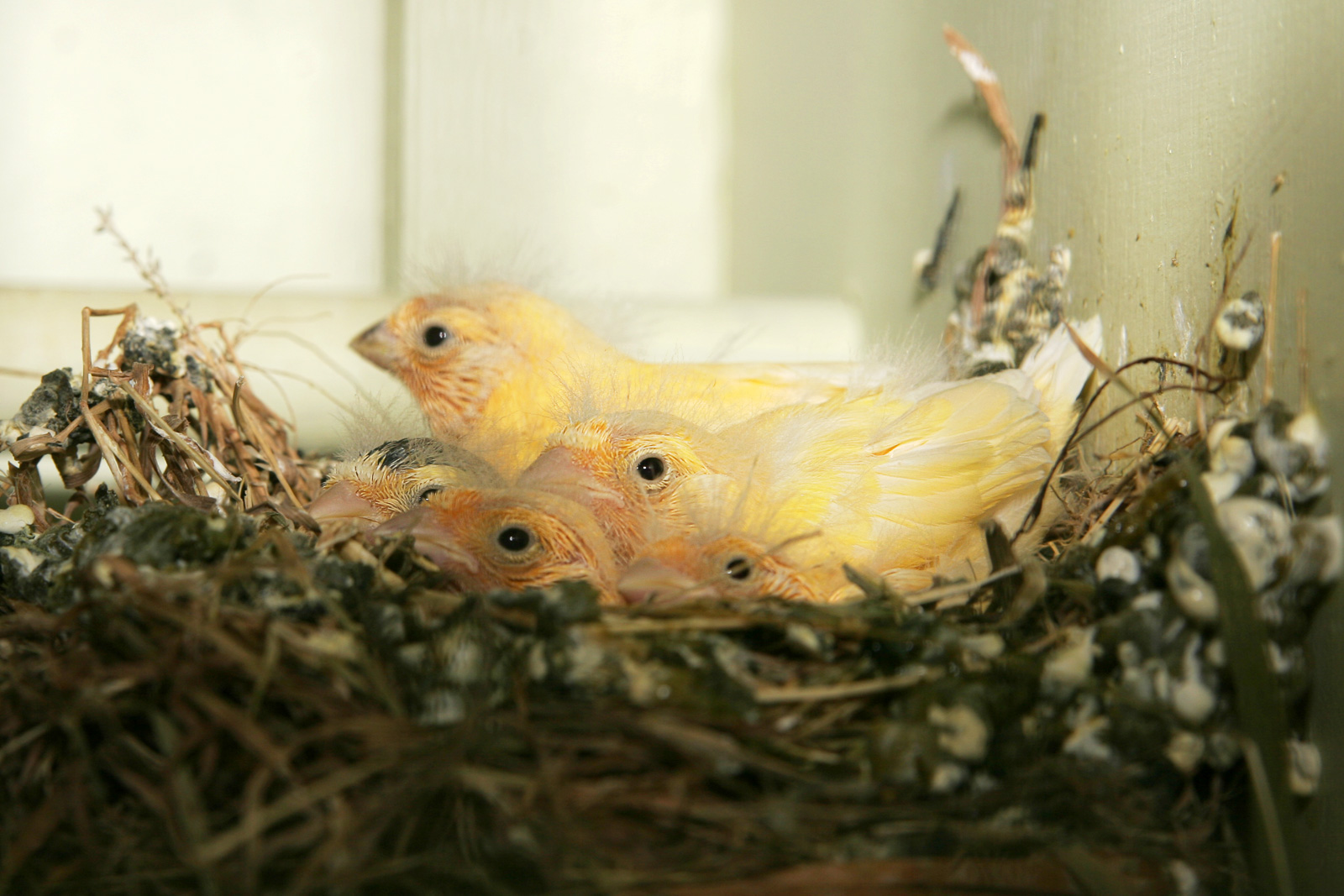
Einige Tage alte Küken

Am Schlupftag leben die Jungen vom Dottersack, sie werden vom Weibchen gehudert und erst am nächsten Tag gefüttert. In den ersten Lebenstagen der Jungen übernimmt das Männchen die Futterbeschaffung und übergibt das Futter aus seinem Kropf dem Weibchen. Das Weibchen würgt dieses Futter aus dem Kropf hervor und füttert die Jungen mit dem doppelt vorgeweichten Nahrungsbrei. In dieser Phase benötigen die Jungvögel zusätzlich tierisches Eiweiß. Das Weibchen hält das Nest sauber, indem sie den Kot ihrer Kinder frisst. Nach vier bis fünf Tagen füttert das Männchen die Jungen auch schon direkt mit der herbeigeschafften Nahrung. Nach etwa einer Woche stemmen sich die Jungen hoch und setzen ihren Kot auf den Nestrand ab. Nach dem 14. Lebenstag regt sich der Fluchttrieb, so dass bei drohender Gefahr die Jungen vor Schreck aus dem Nest springen und sich verletzen können. Am 16. Tag verlassen die Jungen das Nest, werden aber bis zum 30. Tag noch von ihren Eltern gefüttert. Oft versorgt das Männchen die Jungen allein und bringt ihnen bei, auf Nahrungssuche zu gehen und selbstständig zu fressen. Währenddessen beginnt das Weibchen mit der zweiten Brut.
Nach drei bis vier Monaten haben die inzwischen selbständigen Jungvögel die Jugendmauser, in der nur das Kleingefieder ohne Flügel- und Schwanzfedern ausgetauscht wird, abgeschlossen und sind geschlechtsreif. Die Lebenserwartung des Kanarienvogels beträgt 6 bis 10 Jahre. Der Rekord liegt bei 34 Jahren.

## Geschichte der Domestikation

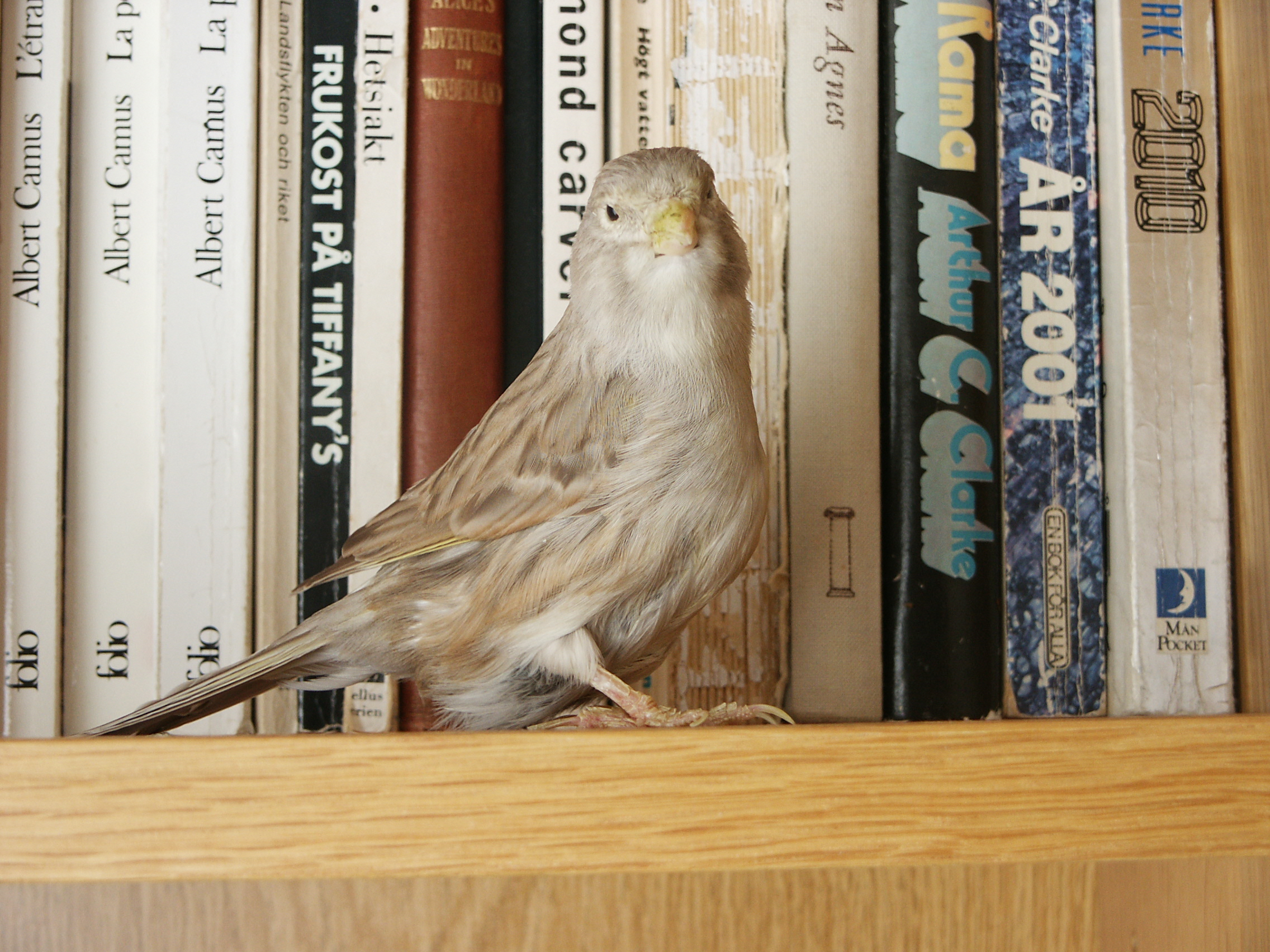
Brauner Kanarienvogel

Ob die Ureinwohner der Kanaren den Kanarengirlitz als Käfigvogel hielten, ist wegen seines schönen Gesangs wahrscheinlich, aber umstritten. Seit der Eroberung der Kanarischen Inseln zu Beginn des 15. Jahrhunderts brachten die Spanier den Kanarengirlitz nach Europa. Der Eroberer der Inseln Jean de Béthencourt verschenkte Vögel an Johann II. von Kastilien und León sowie später an den französischen Königshof, wo Isabeau de Bavière sich besonders für die Vogelzucht begeisterte. Conrad Gessner beschrieb die Vögel in seiner Historia animalium (1555) als erster und berichtete, sie würden „Zuckervögelchen“ genannt, ob nun weil von den Kanaren auch Zucker kam oder weil Vögel wie Zucker Luxusgüter waren, ist unbekannt. Wegen ihres Gesangs und ihrer Munterkeit erlangten sie schnell große Beliebtheit und wurden zum Symbol für Luxus und Weltgewandtheit.
Aufgrund der steigenden Nachfrage mussten sie in großen Mengen verschifft werden. Da die Klöster große Einnahmen durch den Handel mit Kanarengirlitzen erwarteten, begannen die Mönche mit der Zucht von Kanarienvögeln. Hier wies vor allem das Kloster Cádiz große Erfolge auf. Um ihr Monopol zu wahren, verkauften die Spanier nur die Männchen, die wegen ihres schönen Gesangs besonders bei den Damen des Adels und der reichen Bürger äußerst beliebt waren. Spanien verkaufte die Kanarienvögel an Portugal, England, Frankreich und Italien. Um 1550 gelangten die Italiener jedoch in den Besitz von Kanarienvogelweibchen und begannen eine eigene Zucht. Das Monopol der Spanier brach zusammen.
Um 1600 wurde auch im Königreich von England damit begonnen, Kanarienvögel zu züchten. Königin Elisabeth I. war von den Kanarienvögeln begeistert und stellte Bedienstete für die Pflege und Zucht dieser kleinen Vögel ein. Die Briten legten schon damals auf das äußere Erscheinungsbild großen Wert. Um 1610 wurden vermutlich die ersten Hauben-Kanarienvogel abgebildet und gezüchtet, und um 1700 der erste Positur-Kanarienvogel gezüchtet. Die ersten Frisé-Kanarien findet man abgebildet in „The Illustrated London News“ der Jahre 1858 und 1865. Als sich Handwerker und Arbeiter Kanarienvögel leisten konnten, nahm die Zucht professionelle Züge an.
Gegen Ende des 16. Jahrhunderts wurde auch in Frankreich die Kanarienvogelzucht betrieben. Die Franzosen achteten dabei vor allem auf die Färbung.
Vor 1600 traten bei der Zucht erste Mutationen auf. Zuerst waren es gelbe Flecken im Gefieder, die recht bald zu reingelben Vögeln gezüchtet wurden. Auch die Tiroler Gesangskanarien waren überwiegend gelb. Im Jahr 1667 wurde in Deutschland von reinweißen Kanarienvögeln berichtet. Zuvor waren Gemälde von weiß gescheckten Kanarienvögeln zu sehen. Auch graue, grau gescheckte und braune Kanarienvögel wurden in Büchern des 17. und 18. Jahrhunderts erwähnt. In diese Zeit fallen auch die Achatvögel, die in Holland erstmals erwähnt wurden. Die Mutationen der weißen, grauen und Achatvögel verschwanden, da zu jener Zeit die Vererbungsregeln noch nicht bekannt waren.
Schon um 1600 züchteten die Tiroler die Kanarienvögel nach und gründeten nach einigen Jahren eine Zucht- und Handelszentrale. Bald hatten sie gelbe und weiße Kanarienvögel gezüchtet. Zudem kamen sie auf die Idee, Nachtigallen als Vorsänger für die jungen Hähne einzusetzen. In Imst am Inn wurde eine Gesellschaft für den Versand in alle Welt gegründet. Die Tiroler Vogelhändler zogen mit Rückengestellen, auf denen Kanarienvögel in kleinen Holzkäfigen getragen wurden, durch ganz Europa. Um 1700 gelangten die Kanarienvögel über Tirol nach Deutschland und in die Niederlande. Innsbruck, Nürnberg und Augsburg werden als Handelszentren genannt. Bis Ende des 16. Jahrhunderts wurden nur Gesangskanarien gezüchtet. Danach wurde auch auf die Farbe und zuletzt auf die Positur Wert gelegt. Die Blütezeit der Kanarienvogelzucht war das 18. Jahrhundert. Zu Beginn des 19. Jahrhunderts begann im Harz die Zucht, da viele Tiroler auf Grund höherer Löhne dorthin ausgewandert waren. Hier konzentrierte man sich auf den Gesang und verbesserte die Gesangsqualitäten. So wurde der Harzer Roller innerhalb relativ kurzer Zeit weltberühmt. Ab 1842 wurden Kanarienvögel vom Harz in die USA exportiert. Der Absatz stieg 1860 bereits auf 15.000 pro Jahr. 1882 wurden 120.000 Kanarienvögel nach New York transportiert. Gegen Ende des 19. Jahrhunderts erreichte die Harzer Zucht ihren Höhepunkt: Über eine Million Harzer Roller wurden exportiert.
Kanarienvögel dienten auch als Gaswarnanlage der Harzer Bergarbeiter.
Erst zu Beginn des 20. Jahrhunderts wurde die Farbenkanarienzucht populär. Die seinerzeit ausgestorbenen Mutationen traten wieder auf und es kamen noch weitere hinzu. Mit dem Wissen der Vererbungsmechanismen (Mendelsche Regeln) war es nun nicht mehr schwer, die aufgetretenen Mutationen zu festigen und stabile Zuchtstämme aufzubauen.
Das wohl größte Ereignis in der Farbenkanarienzucht war die Realisierung des roten Kanarienvogels durch die Einkreuzung des Kapuzenzeisigs. Es war jedoch ein langer Weg, das Rot zu stabilisieren, da nur ein geringer Prozentsatz der männlichen Mischlinge aus Kanarienvogel und Kapuzenzeisig fruchtbar war. In der Zeit zwischen 1915 und 1925 gelang es einigen deutschen Züchtern – vor allem dem in Ostpreußen lebenden Bruno Matern – die roten Kanarienvögel zu festigen. Auch wenn die Farbenkanarienzucht in Deutschland die wohl wichtigsten Impulse bekam, so wurde doch diese Zucht in den Niederlanden und Belgien viel fleißiger betrieben.
Erst gegen Ende des 20. Jahrhunderts begannen Züchter, gezielt neue Rassen zu schaffen und bekannte Rassen zu standardisieren. Beispielsweise begann man in den 1980er Jahren Zwergformen von einigen Rassen zu züchten. Bei der Kanarienvogelzucht werden große Fortschritte erzielt, so dass einige Rassen so in ihrem Genmaterial gefestigt sind und international anerkannt werden. Auch werden fast jährlich neue Rassen aus fernen Ländern entdeckt.

## Haltung
Kanarienvögel können während der Ruhephase außerhalb der Brutzeit gemeinsam in einer Voliere untergebracht werden. Ein Kanarienvogel ist kein typischer Schwarmvogel wie beispielsweise der Wellensittich.

### Fütterung

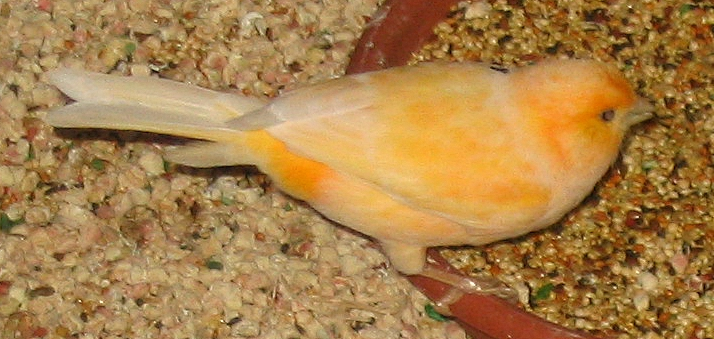
Kanarienvogel beim Fressen

Täglich nimmt der Kanarienvogel in Abhängigkeit von Umgebungstemperatur und Futterbeschaffenheit 10 bis 20 Prozent des Körpergewichtes an Wasser auf.
Während der Mauser und der Eibildung ist ein erhöhter Bedarf an tierischem Eiweiß vorhanden. Im Handel gibt es ausgewogene Ei- und Weichfuttermischungen, denen kein gekochtes Ei beigefügt werden muss.
Ein erhöhter Bedarf an Mineralstoffen besteht zu Zeiten des Wachstums, der Mauser und der Legetätigkeit.

### Zähmung
Kanarienvögel werden keinesfalls so zahm, wie es von Sittichen oder Papageien bekannt ist.
Trotzdem ist es mit geduldsamem Umgang möglich, die Vögel so weit zu zähmen, dass sie freiwillig auf den Menschen eingehen und sich auf Hand oder Schulter setzen.

### Mauser
In den Monaten August bis Oktober findet die Mauser statt. Gesunde Vögel wechseln innerhalb von sechs bis acht Wochen das Federkleid. Jungvögel wechseln im ersten Lebensjahr nur das Kleingefieder.
Nicht optimal ernährte und gehaltene Vögel können in der Mauserzeit besonders anfällig und gesundheitlich labil sein. Dann kann es durchaus zu einer Winter- oder Frühjahrsmauser kommen. Wenn ein Kanarienvogel während der Mauser zwar Federn verliert, aber keine neuen nachwachsen, können Mangelerscheinungen und Hormonstörungen die Ursache sein. Die Stockmauser kann sich auch dadurch zeigen, dass der Kanarienvogel ungewöhnlich lange für seinen Federwechsel braucht.

### Erkrankungen
Am häufigsten erkranken Kanarienvögel an Parasiten. Durch stressbedingte Abwehrschwächen vermehren sich die im Darm vorhandenen Bakterien (Salmonellen, Escherichia coli) derart, dass es zu einer bakteriell bedingten Darmentzündung kommt. Der erkrankte Kanarienvogel hat Durchfall und stirbt innerhalb weniger Tage durch Austrocknung. Weitere Erkrankungen sind Flügel-, Bein- und Zehenbrüche. Doch auch ein Grauer Star kann auftreten.
Eine weitere Krankheitsursache ist das Kanarienpocken-Virus. Die Ansteckung erfolgt durch infizierte Vögel oder durch Mücken als Überträger. Die Inkubationszeit beträgt drei bis 16 Tage. Kennzeichnend für diese Krankheit sind Knötchen an den Hornteilen und an den Schnabelwinkeln, schwere Atemstörungen und Erstickungstod oder Überleben als Virusträger. Schwer zu diagnostizieren und meldepflichtig ist die Ornithose, die keine eindeutigen Symptome zeigt. Kennzeichen über einen längeren Zeitraum sind Beschwerden wie Atemnot, Durchfall, Schnupfen oder schleimige Absonderungen. Kanarienvögel können sich aber auch an der atypischen Geflügelpest (Newcastle disease) anstecken. Diese Krankheit ist ansteckungsgefährlich für den Menschen, der dann eine Bindehautentzündung bekommt. Sie wird durch rohe Hühnereierschalen oder Wildvögel übertragen.

### Rechtliches
Kanarienvögel zählen neben Wellensittichen zu den am meisten verbreiteten Stubenvögeln der Welt. Damit sind sie auch Gegenstand der Rechtsprechung. Viele Aspekte, die den Kanarienvogel betreffen, wie etwa die Vogelhaltung, -zucht oder die Stellung des Vogels in der Natur sind Gegenstand von Gesetzestexten. Tierschutzgesetze regeln beispielsweise in Deutschland, Österreich oder der Schweiz seit längerem den generellen Schutz der Tiere und somit auch des Kanarienvogels.

## Zucht
Kanarienvögel werden entweder nach Gesang, nach Gesang und Farbe oder nur nach Farbe oder nach Positur gezüchtet.
Während die deutsche Kanarienvogelzucht ihren Schwerpunkt auf die Verfeinerung der Gesangsqualitäten legte, konzentrierten sich die englischen Züchter schon im 18. Jahrhundert auf die Erzüchtung von Kanarienvögeln mit anderer Gestalt. Auf dem europäischen Festland beschäftigte man sich neben der Gesangskanarienvogelzucht mit der Zucht von farblich abweichenden Vögeln. So entstanden die drei großen Zuchtrichtungen Gesang, Farbe und Positur.

### Gesangskanarien

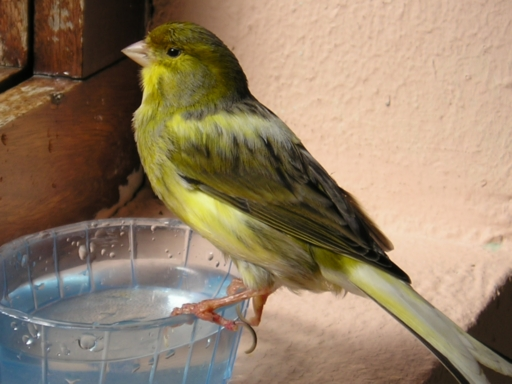
Gesangs-Kanarienvogel

In der Gesangszucht wurde durch ständige Auslese aus dem Lied des wilden Kanarengirlitzes der heute bekannte Kanarienvogelgesang entwickelt. Nachdem der Gesang in unterschiedliche Teile (Touren) gegliedert war, wurde 1922 in Kassel die „Deutsche Einheitsskala“ fixiert, in der Werteinteilungen und Punktzuordnungen festgeschrieben sind. Im Jahre 1959 wurde das Lied in zwei Tourengruppen, die Werttouren und die Fehltouren unterteilt. Die neun Werttouren – Hohlrolle, Knorre, Wassertour, Hohlklingel, Schockel, Pfeife, Glucke, Klingel und Klingelrolle – werden je nach der vorgetragenen Variation, der Klangfarbe, dem Tonumfang, dem Wohlklang und der Reinheit in drei Stufen bewertet. Das Erkennen und richtige Einstufen der Touren setzt jahrelange Erfahrung und Fachkenntnis in der Zucht voraus.
Das Kanarienlied ist nicht konstant, sondern unterliegt ständigen Veränderungen. Neben der Begabung des Vogels wird es auch durch die Umwelt, also durch Jahreszeit, Alter, Stimmung und Käfigstandort beeinflusst. Während die einfachen Laute (Locktöne, Warn- und Drohlaute) den Vögeln angeboren sind, müssen sie die komplizierten, klangreichen Lieder erst erlernen. Diese werden jedoch auch von genetischen Anlagen mitbestimmt.
Singschule
Gesangskanarienvögel werden speziell zum Singen ausgebildet. Etwa im Alter von sechs Monaten werden sie in die so genannte „Singschule“ gebracht, um dort für einige Wochen einzeln in einem Käfig zu leben. Dort werden sie nicht durch Revierkämpfe abgelenkt. Während dieser Zeit hören sie ihre Artgenossen nur, sehen sie jedoch nicht. Ein guter Vorsänger (auch als Tudor bezeichnet), in Belgien „Professor“ genannt, dient den jungen Kanarienvögeln als Vorbild. Nachdem sie mehrere Strophen gelernt haben, kommen weitere hinzu. Kanarienvögel sind in der Lage, ihr ganzes Leben lang neue Strophen zu erlernen.
Der Harzer Roller, auch Edelroller genannt, entstand im 19. Jahrhundert im Oberharz, wird heutzutage jedoch auch an anderen Orten gezüchtet. Der „rollende“ Gesang – eine bestimmte Melodie – verhalf dem Kanarienvogel mit dem gelben, grünen, gelb-grün gescheckten, weißem oder neuerdings auch rotem Federkleid zur Berühmtheit. Der Harzer Roller singt sehr angenehm melodisch, abwechslungsreich und scheinbar mit geschlossenem Schnabel.
Der Belgische Wasserschläger ist etwas größer als der Harzer Roller und hellgelb. Der Gesang dieser Rasse ist mehr „schlagend“ im Gegensatz zum rollenden, weichen Gesang des deutschen Vogels.
Der Spanische Timbrado ähnelt im Aussehen dem wilden Kanarengirlitz. Sein Gesang erinnert an ein helles Kirchenglockenklingeln.
Der American Singer wurde in den USA in dem Versuch gezüchtet, die Vorzüge aller Rassen zu vereinen. Der Amerikaner singt schön, hat bunte Farben und weiche Federn sowie eine gute Positur.
Der Russische Gesangskanarienvogel (Russian Canary) wurde aus Kanarien herausgezüchtet, die von deutschen Händlern an den russischen Zarenhof verkauft worden waren. Sein Gesang erinnert nicht mehr an den uns bekannten Kanarienvogel, sondern hört sich eher wie das Schlagen einer Kohlmeise an. In Moskau werden durch den dort ansässigen Club jährlich russische Meisterschaften durchgeführt. In den westlichen Ländern ist diese Rasse noch weitgehend unbekannt.

### Farbenkanarien
Zurzeit sind in den Zuchtorganisationen über 400 Farbschläge anerkannt.
Die Farbe der Kanarien setzt sich aus drei wesentlichen Komponenten zusammen: Die Grundfarbe geht von Gelb bis Feuerrot oder Weiß. Das Gelb und Rot der Kanarienvögel wird aus Carotinoiden (auch Lipochrome oder Fettfarbe genannt) gebildet. Dazu werden Provitamine A oder fertige Carotinoide mit der Nahrung aufgenommen. Je nach der genetischen Voraussetzung des Kanarienvogels werden diese Carotinoide oder Provitamine A zu körpereigenen Carotinoiden (den Lipochromen) umgewandelt oder direkt zur Federfärbung verwendet. Im Federkeratin lagern sich die Lipochrome ab und sind damit fest in der Feder verankert. Die gelbe bis rote Grundfarbe kann durch eine Mutation pastellartig abgeschwächt werden (Ivoor-Faktor).
Vögel, die genetisch nicht in der Lage sind, die in der Nahrung angebotenen Carotinoide aufzubauen und umzusetzen, bleiben fettfarblos, also weiß. Hier gibt es solche, die grundsätzlich keine Carotinoide umsetzen und somit vollkommen weiß (rezessiv-weiß) sind, und Vögel, die eine zu langsame Lipochromausbildung haben und die genetisch zwar noch existierenden Faktoren für Rot oder Gelb nicht mehr zur Wirkung kommen, abgesehen von geringfügigen Farbablagerungen im Großgefieder (dominant-weiß).
Die zweite Komponente, die Melaninfarbe umfasst alle dunklen Farbkomponenten, wie beispielsweise Schwarz oder Braun. Sie rühren allein von den Melaninen, den Eumelaninen und Phäomelaninen, her. Diese werden in der Feder abgelagert und verursachen die arteigenen Zeichnungen der Kanarienvögel – eine dunkle Streifung oder Strichelung der Körperoberseite. Eine Vielzahl von Melaninmutationen verändert den Farbton des Melanins und teilweise auch die Zeichnung.
Eine Besonderheit bei den Farbenkanarien stellen die sogenannten Inos (Albinos – weiß, Lutinos – gelb, Rubinos – rot) dar. Inos sind sog. Phaeos der Achat- bzw. Isabellreihe, d. h. der verdünnten klassischen Melaninfarben. Bei diesen Farbschlägen sind keine Melanine mehr erkennbar. Die Augen aller Inos sind rot, da auch dort keine Melanine mehr auftreten. Der Begriff Albino ist jedoch missverständlich, da der Melaninausfall nicht wie bei Albinos anderer Tierarten auf einen Gendefekt zurückzuführen ist, sondern die Albinoerscheinung der Kanarienvögel genaugenommen nur vorgetäuscht wird.
Die dritte Komponente ist die sogenannte Federtextur. Hier unterscheidet man zwischen Intensiv, Nichtintensiv und Mosaik. Bei der intensiven Federtextur dringen die Carotinoide bis in die Federspitze vor, so dass die Vögel die Fettfarben wesentlich kräftiger zeigen als die Vögel mit nichtintensiver Textur. Die Federn der nichtintensiven Vögel haben einen schmalen farblosen (und damit weiß erscheinenden) Federrand. Sie wirken wie mit Schimmel oder Raureif überzogen, da die Grundfarbe nicht so leuchtend wie bei den „Intensivvögeln“ in Erscheinung tritt. Die „Mosaikvögel“ sollen die Grundfarbe nur an fünf Körperstellen zeigen – Kopf, Brust, Bürzel und die beiden Flügelbüge. Das restliche Gefieder soll kreidig weiß sein. Die Mosaikzeichnung zeigt sich nur bei Schimmelvögeln, jedoch kann es genetisch auch intensive Mosaiken geben, die sich aber nicht als Ausstellungsvögel eignen. Männliche Mosaikvögel (Mosaik Typ 2) haben größere farbige Areale als weibliche Exemplare(Mosaik Typ 1).
Das Gefieder der Kanarienvögel enthält immer eine der Grundfarben Gelb, Rot oder Weiß und eine Gefiederstruktur: intensiv, nichtintensiv oder Mosaik. „Melaninvögel“ haben neben der Grundfarbe und der Federstruktur zusätzlich eine Melaninzeichnung. Die Grundfarbe und die Melaninfärbung kann durch weitere zusätzliche Farbfaktoren (optischer Blaufaktor, Zitronfaktor, Ivoorfaktor, Lipochrom-Dichte-Faktor …) im Erscheinungsbild verändert werden.
Alle Farbschläge können in zwei Gruppen aufgegliedert werden:
1. „Aufgehellte“ zeigen eine der Grundfarben und eine der Federtexturen, jedoch keine Melaninzeichnung.
2. „Melaninkanarienvögel“ zeigen eine der Grundfarben, eine der Federstrukturen und zusätzlich Melaninfarben. Die klassischen Melaninfarben sind Schwarz, Achat, Braun und Isabell (Braun verdünnt). Diese Farben können mit folgenden nichtklassischen Melaninfarben kombiniert werden: Pastell, Grauflügel, Onyx, Opal, Mogno, Topas, Eumo, Kobalt, Satinet, Phaeo, Jaspe, Perla. Kombinationen mehrerer nichtklassischer Farben sind nicht zugelassen.

Ausnahmen:
- „Satinet“ und „Phaeo“ sind derzeit nur in Braun zugelassen, daher entfällt die Nennung der dazugehörigen klassischen Melaninfarbe;
- Grauflügel sind eine Selektion aus Pastell, keine eigenständige Mutation, und derzeit nur in schwarz zugelassen;
- Mogno sind derzeit nur in Schwarz und Braun zugelassen;
- Jaspe sind derzeit nur als einfaktorige Vögel zugelassen, da bei zweifaktorigen Vögeln das Melanin stärker verdünnt ist und eine Unterscheidung kaum möglich ist, v. a. in Kombination mit Braun, Achat oder Isabell;
- Perla befinden sich zurzeit im Anerkennungsverfahren der C.O.M., wobei es sich bei dem beantragten Typ 1 Perla um eine Kombination zweier nichtklassischer Mutationen handelt (Perla und Onyx), weshalb nur der gestreifte Typ 2 Perla (= reiner Schwarz-Perla) zugelassen werden dürfte;
- bei weißen Kanarienvögel gibt es keine Nennung der Gefiederstruktur, sondern nur ob die Farbe dominant oder rezessiv vererbt wird.

Varietäten von Farbenkanarien
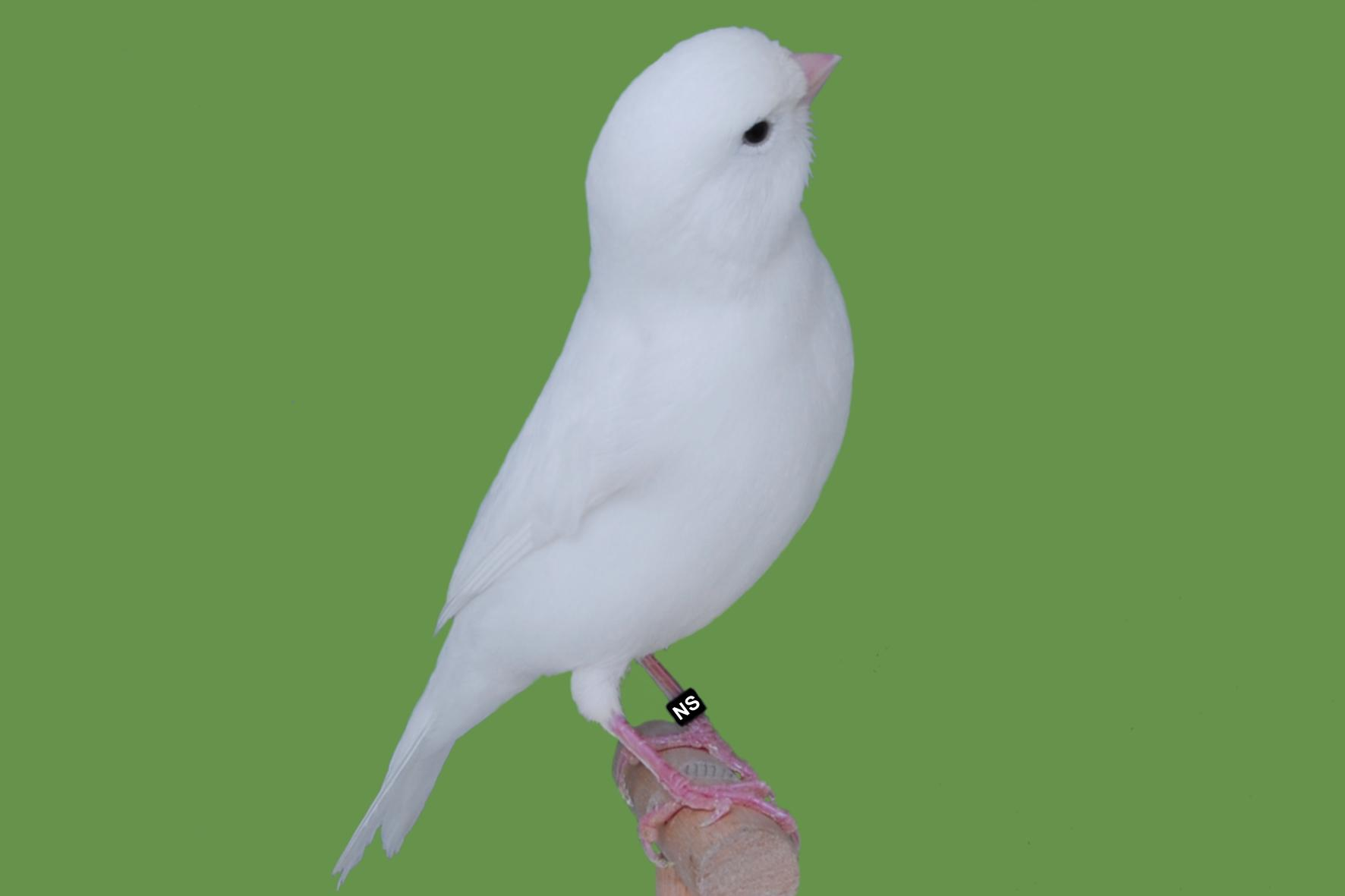
Aufgehellt Weiß rezessiv
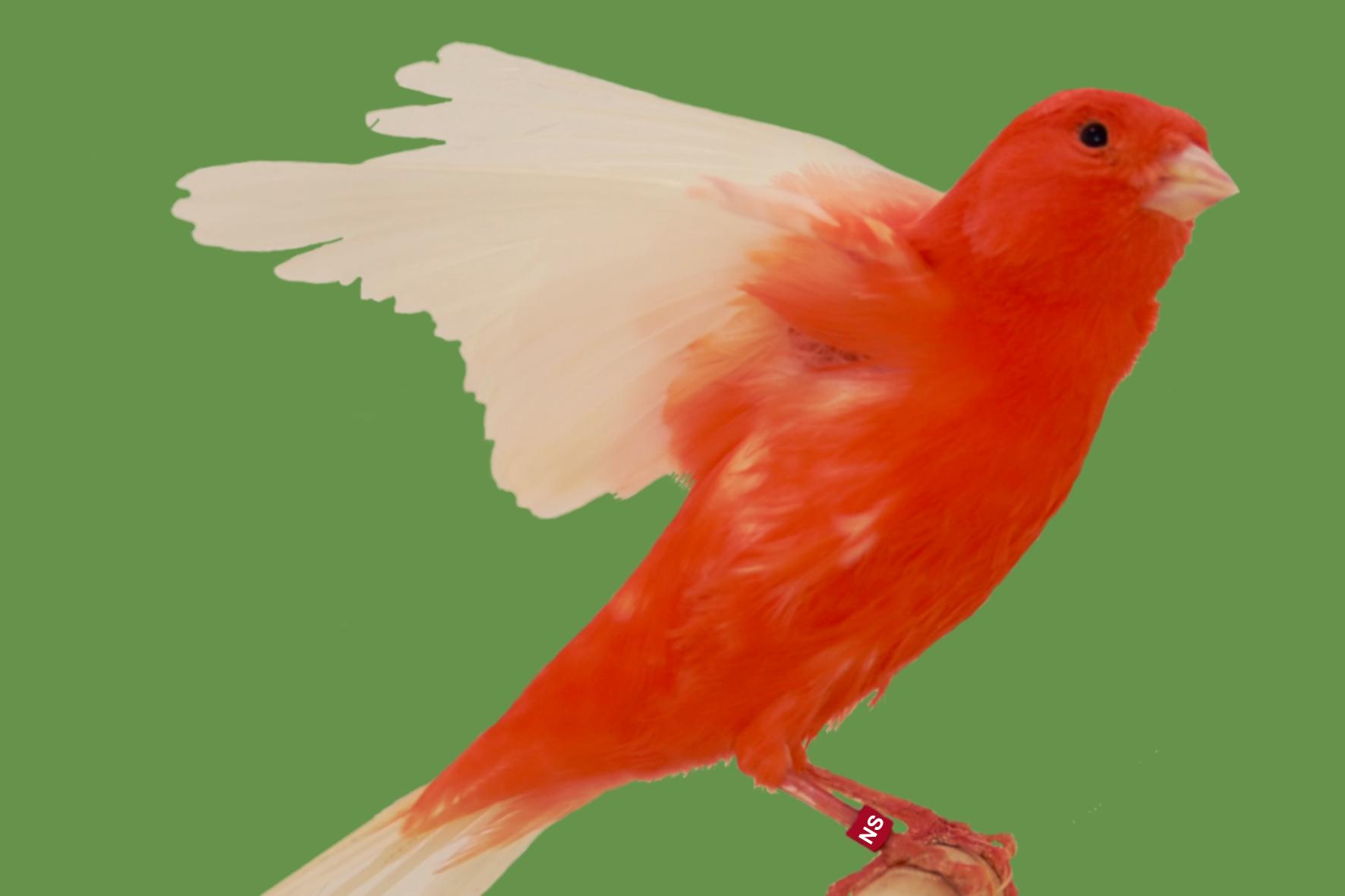
Aufgehellt Rot Weißflügel intensiv
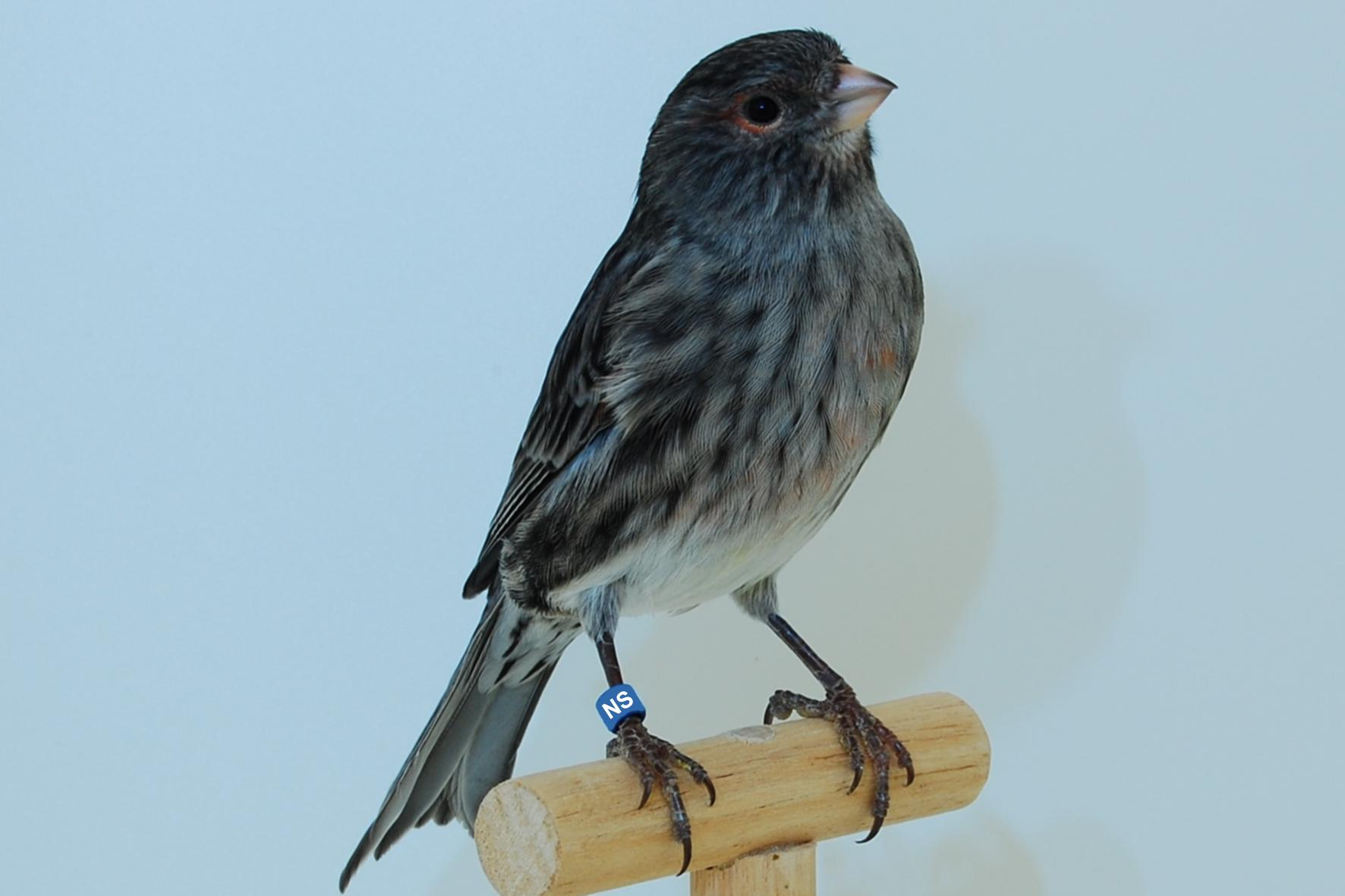
Schwarz Rotmosaik Typ 1
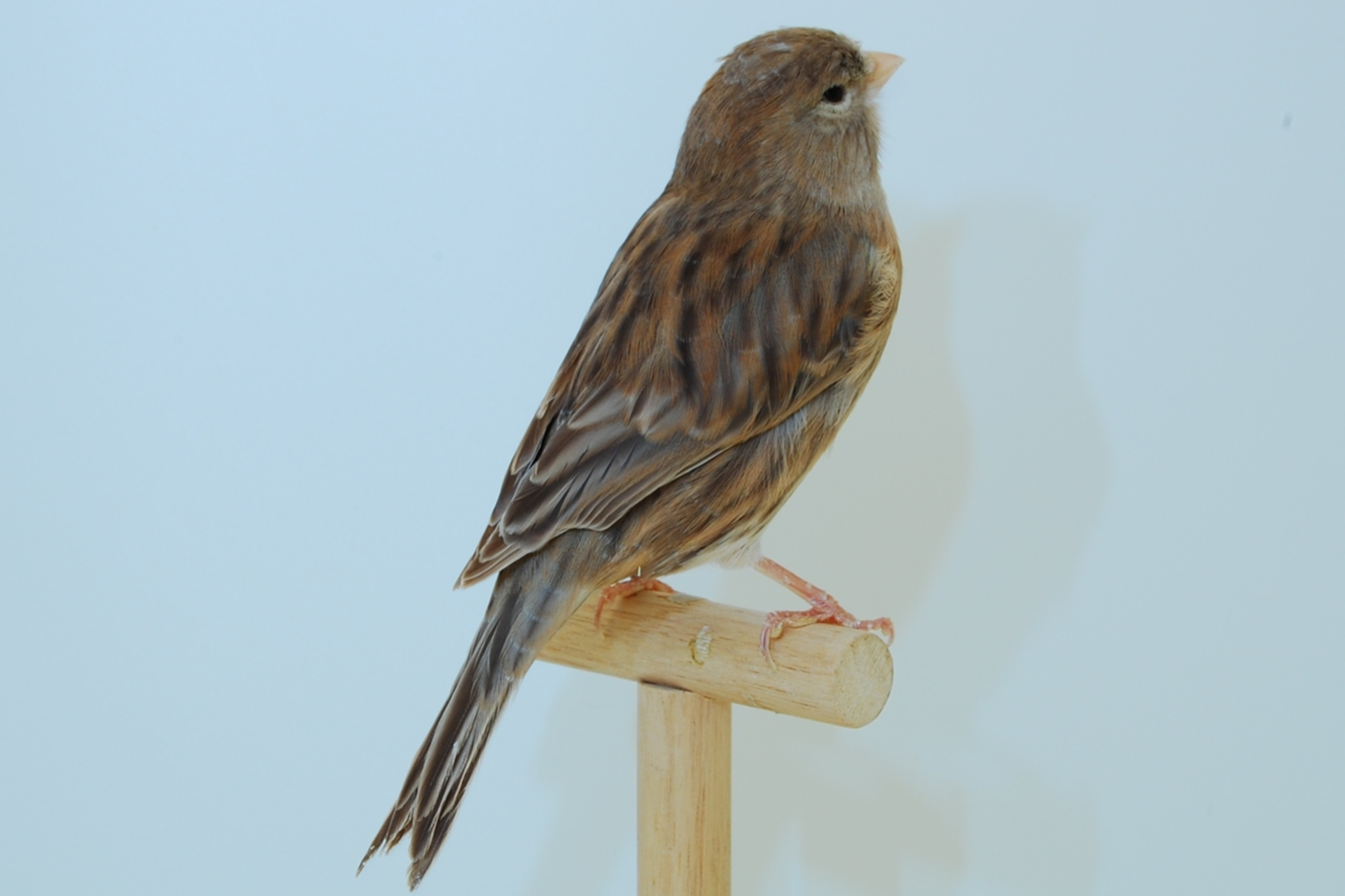
Braun Weiß
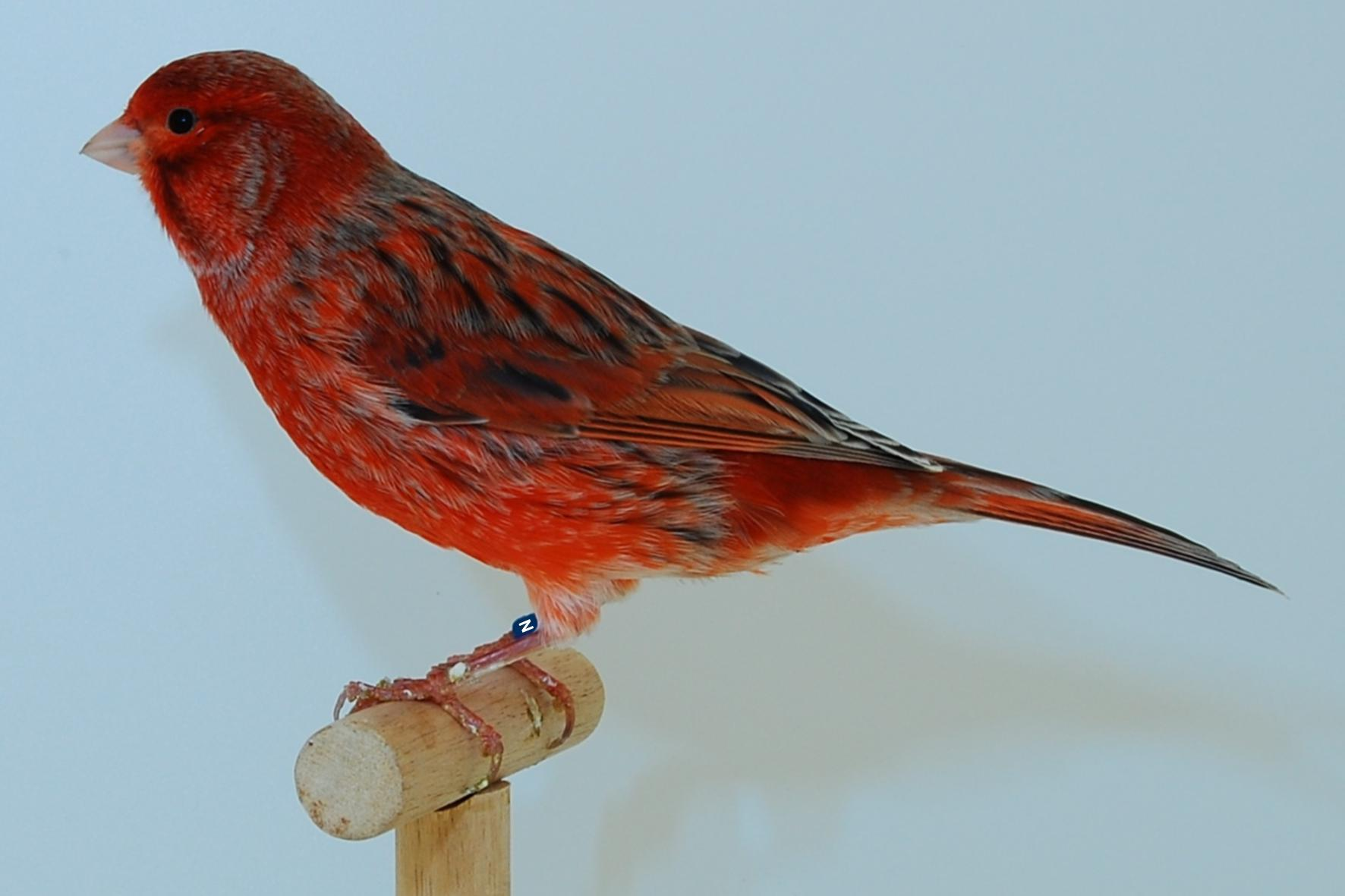
Achat Rot schimmel
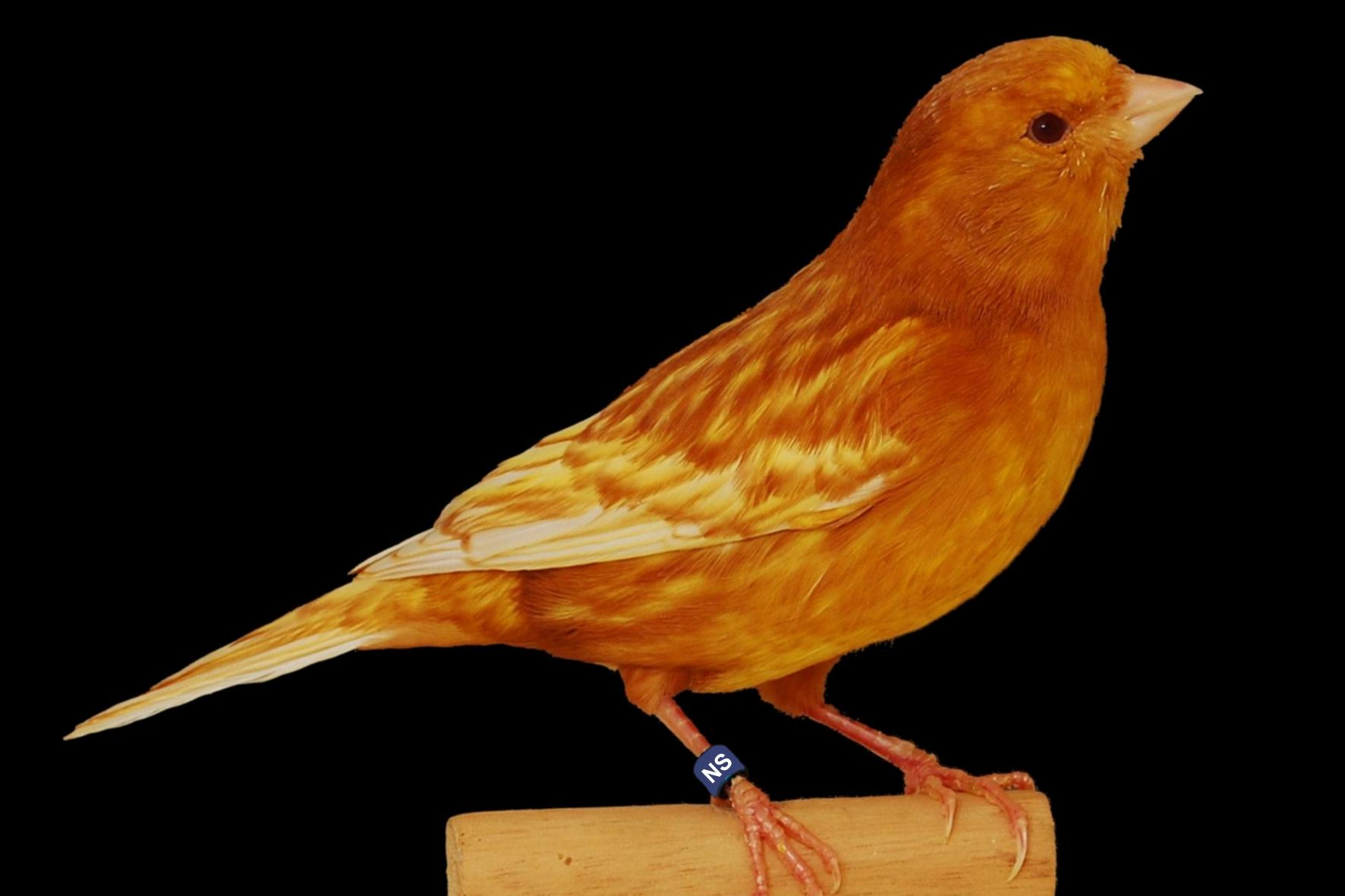
Phaeo Gelb intensiv
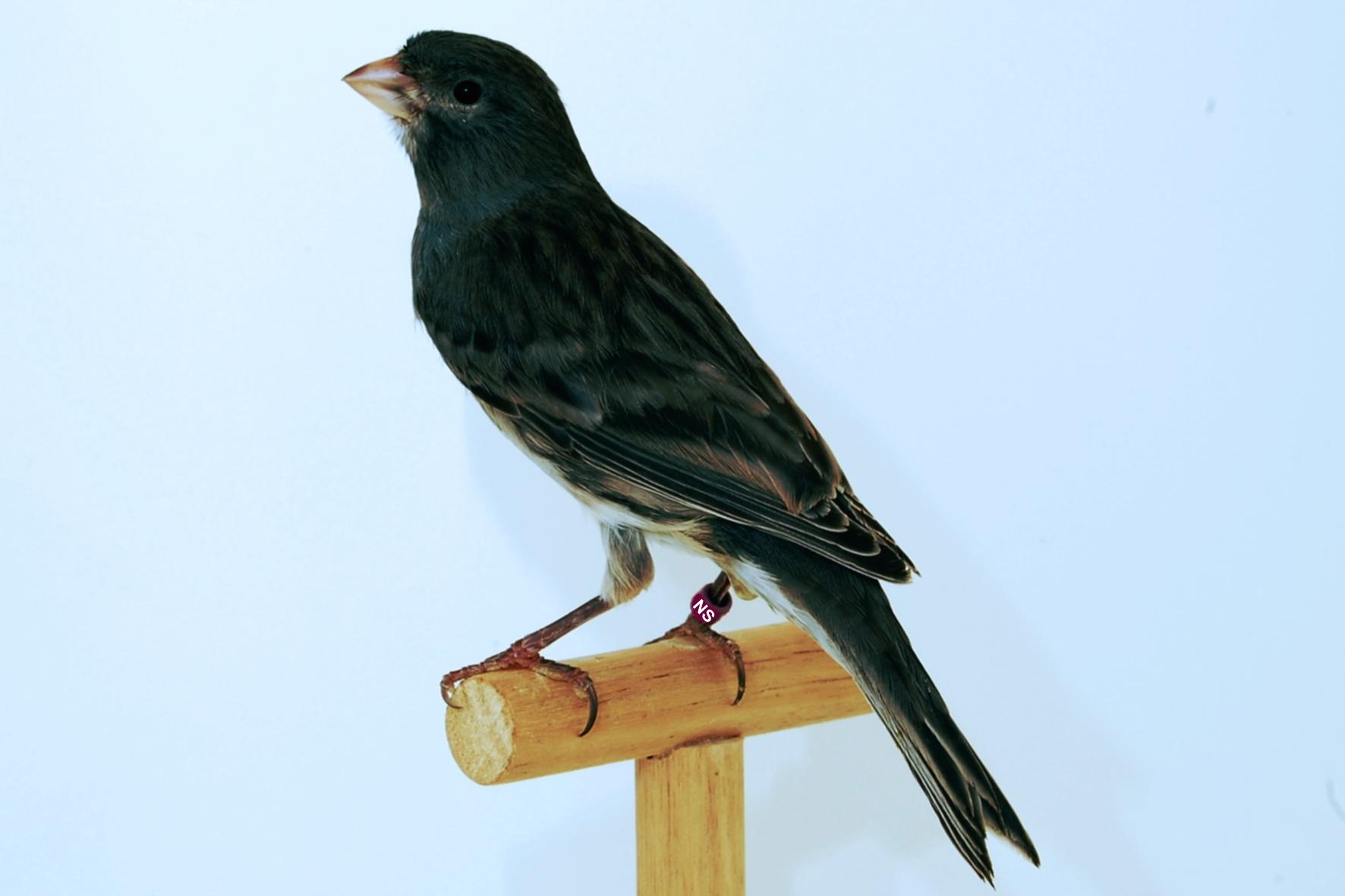
Schwarz Onyx Weiß

### Positurkanarien
Diese Zuchtform hält bis in die heutige Zeit an und wird nicht nur in England, sondern mittlerweile in der ganzen Welt betrieben. Die Erzüchtung neuer Positurvögel geht bis in die heutige Zeit weiter, wie die relativ jungen Rassen Fiorino, Makige, Rheinländer, Mehringer usw. zeigen. Derzeit sind 33 Positurrassen, die wiederum in unterschiedliche Farbschläge aufgeteilt sind, anerkannt.
Als älteste Kanarienrassen gelten der Lizard und London Fancy, die seit Anfang des 18. Jahrhunderts überliefert sind.
An den Bezeichnungen der Positurvögel erkennt man die Herkunft, da sie von den Regionen, in denen sie erzüchtet wurden, abgeleitet sind. Der „Große Vogel von Gent“, der bereits um 1600 in den flämischen Küstengebieten des Königreichs der Vereinigten Niederlande erzüchtet wurde, ist der Stammvater vieler, speziell der englischen Positurvögel.
Alle gebogenen Positurvögel gehen wahrscheinlich auf den Bossu Belge mit typisch belgischem Gepräge zurück, der seinen Ursprung im „Großen Gent’sen Vogel“ hat und etwa ab 1800 als eigenständige Rasse gilt.
In der Kanarienliteratur wird bis heute behauptet, dass die frisierten Positurkanarien in der Rokokozeit (1720–1780) entstanden, als verspielte Formen Mode waren. Dazu gibt es jedoch keinerlei verlässliche Quellen. Die erste Erwähnung der „gelockten“ oder „Holländer“-Kanarien finden wir 1852 bei Jules Janin dessen Werk „L‘ art d’élever et de multiplier les serins canaris et hollandais“ (Die Kunst wie Kanarienvögel und Holländer-Kanarien aufzuziehen und zu vermehren sind). Darin schreibt Janin, dass solche Vögel „vor 20 Jahren“ von Holland und Belgien nach Frankreich eingeführt wurden. Demzufolge sind Vögel mit kleinen „Frisuren“ vor 1832 in Holland und Belgien, aber nicht in Frankreich, bekannt gewesen.[4]
Als Ursprung aller heutigen frisierten Positurvögel gilt der Frisé de Roubaix, der in der Stadt Roubaix und im benachbarten Tourcoing und Lille gezüchtet wurde.
Zu Beginn des 20. Jahrhunderts wurden erstmals die gebogenen, frisierten Rassen erzüchtet. Ihre Stammväter stellen wahrscheinlich die frisierten (Pariser Trompeter) und die gebogenen (Bossu Belge) Stammrassen dar.
Bei den Positurkanarien legen die Züchter in erster Linie auf die Form (Positur) Wert. Die Farbe der Vögel ist im Gegensatz zu den Farbzüchtungen bei den meisten Positurkanarien nebensächlich. Daher finden sich in diesem Bereich der Zucht auch gescheckte Kanarienvögel. Die Positurkanarien gliedern sich in:
- Kleine glattbefiederte Positurvögel
  - Lizard – englische Positurrasse mit markantem Zeichnungsmuster
  - London Fancy – englische Positurrasse mit schwarzem Großgefieder und gelbem oder weißem Kleingefieder

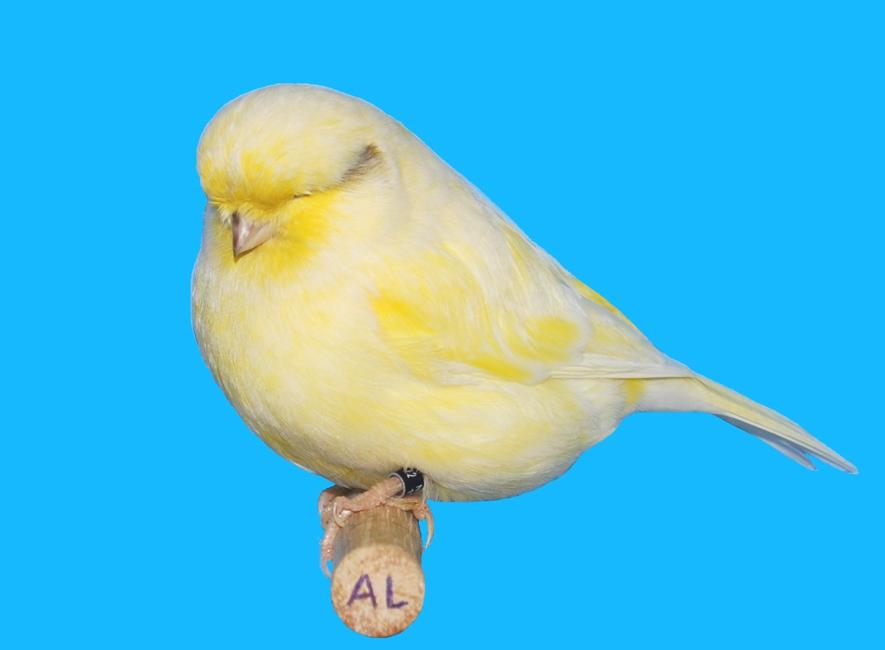
Gloster Fancy Consort Lipochrom

- Deutsche Haube – deutsche Positurrasse mit Haube; zugelassen sind alle Kanarienfarbschläge außer Schecken
- Rheinländer – deutsche Positurrasse mit Haube (Mini-Lancashire)
- Gloster Fancy – englische Positurrasse mit Haube (Corona); der Glattkopfpartner wird „Consort“ genannt
- Deutsche Rotschecke – deutsche Positurrasse mit Haube und rot-schwarzer Scheckung (international nicht anerkannt)
- Fife Fancy – schottische Positurrasse
- Border Fancy – englische Positurrasse
- Raza Espanõla – spanische Positurrasse
- Irish Fancy – irische Positurrasse

- Große glattbefiederte Positurvögel
  - Norwich – englische Positurrasse
  - Crested – englische Positurrasse mit Haube; der Glattkopfpartner wird „Crestbred“ genannt
  - Berner – Schweizer Positurrasse
  - Lancashire – englische Positurrasse mit Haube (Coppy); der Glattkopfpartner wird „Plainhead“ genannt
  - Yorkshire – englische Positurrasse
  - Llarget Espanõl – spanische Positurrasse
  - Harlekin – portugiesische Positurrasse mit dreieckiger Haube
  - Persian Rasmi – iranische Positurrasse mit sehr langen Schwanzfedern

- Figurenkanarien
  - Japan Hoso – japanische Figuren-Rasse
  - Münchener – deutsche Figuren-Rasse
  - Scot Fancy – schottische Figuren-Rasse
  - Bossu Belge – belgische Figuren-Rasse
  - Salentino – italienische Figurenrasse mit Haube

- Frisé-Kanarien

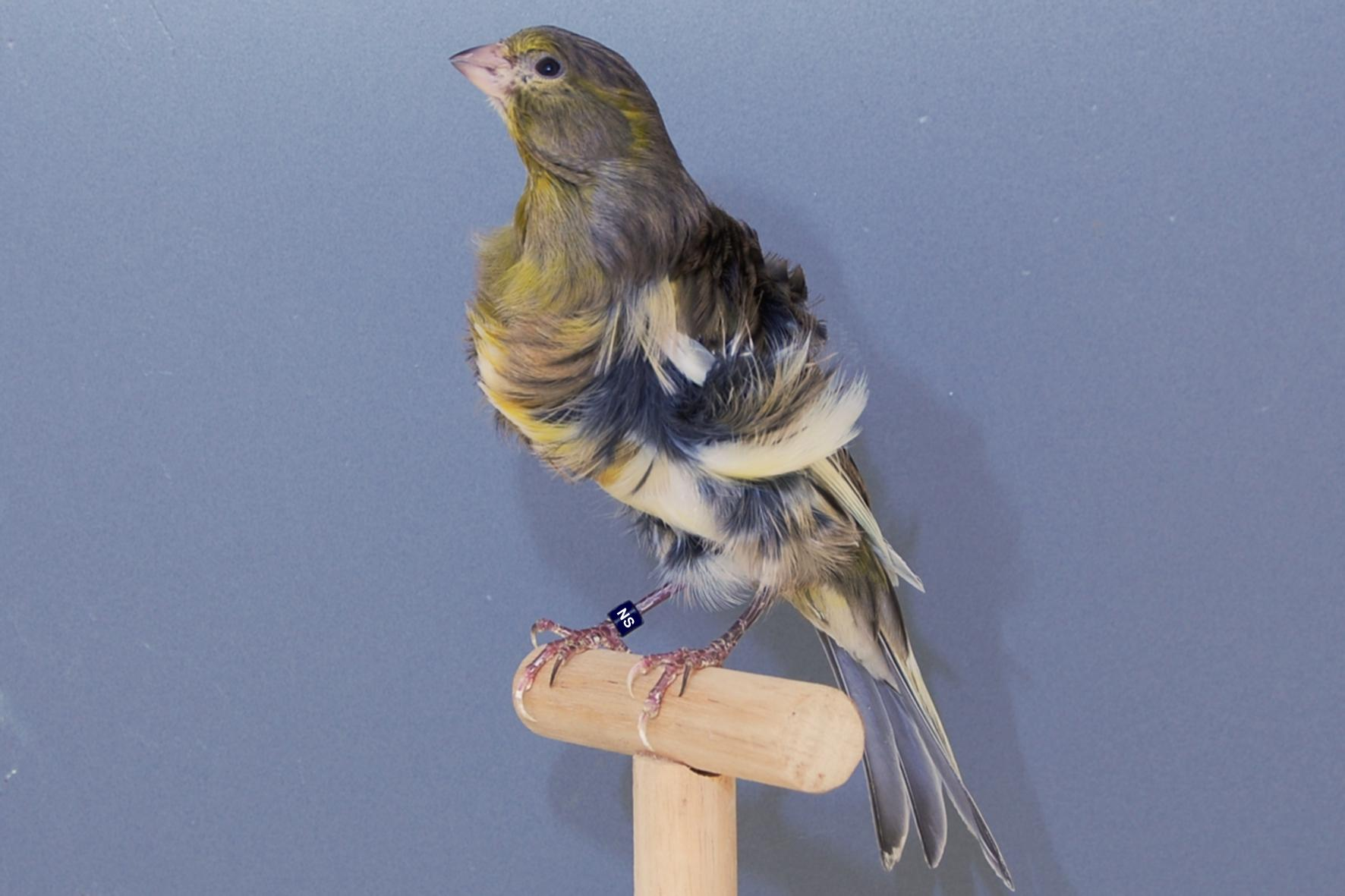
Fiorino Glattkopf

- - Frisé du Nord (Nordholländer) – französische Frisé-Rasse
  - Fiorino – italienische Frisé-Rasse mit Haube
  - Mehringer – deutsche Frisé-Rasse
  - Rogetto – italienische Frisé-Rasse
  - Paduaner – italienische Frisé-Rasse
  - Frisé Parisien (Pariser Trompeter) – französische Frisé-Rasse
  - AGI (Arigante Gigante Italiano) – italienische Frisé-Rasse

- frisierte Figurenkanarien
  - Frisé du Sud (Südholländer) – niederländisch/belgische/französische Figuren-Frisé-Rasse
  - Gibber Italicus – italienische Figuren-Frisé-Rasse
  - Schweizer Frisé – Schweizer Figuren-Frisé-Rasse
  - Makige – japanische Figuren-Frisé-Rasse
  - Giboso Espanõl – spanische Figuren-Frisé-Rasse
  - Melado Tinerfeno – spanische Figuren-Frisé-Rasse
  - Benacus – italienische Figuren-Frisé-Rasse
  - Giraldillo Sevillano – spanische Figuren-Frisé-Rasse

Varietäten von Positurkanarien
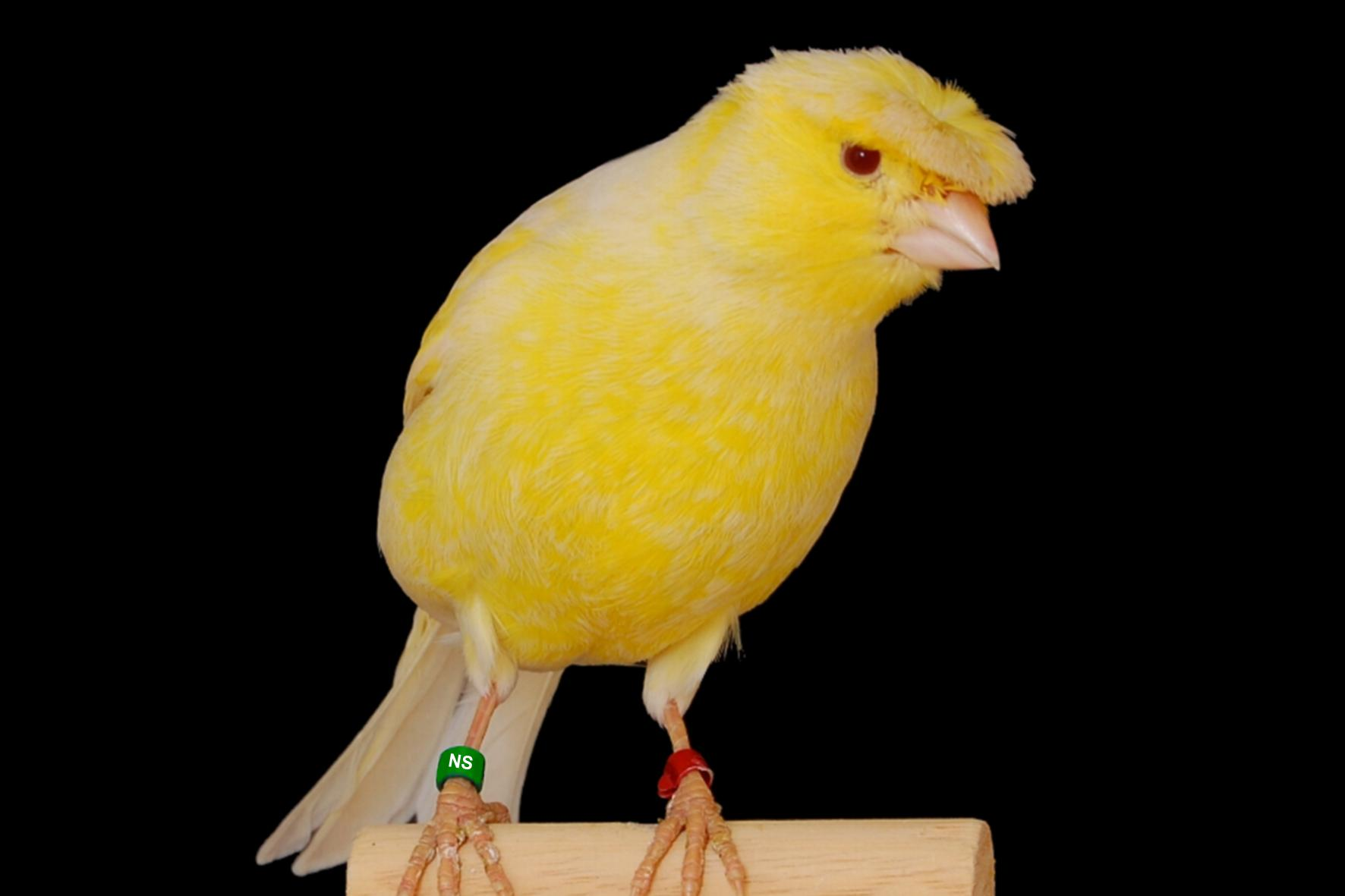
Deutsche Haube Satinet Gelb schimmel
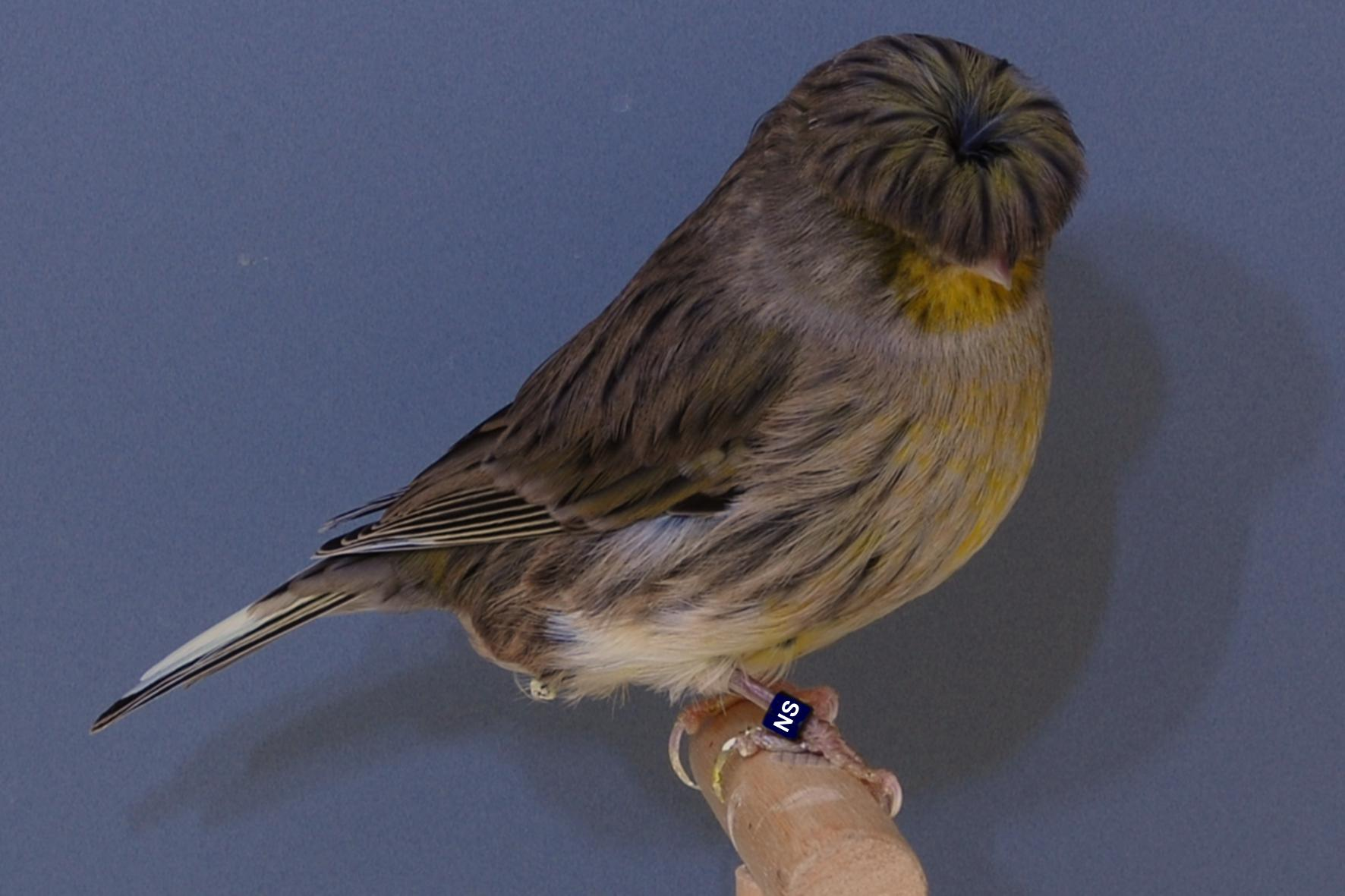
Gloster Fancy Corona Melanin
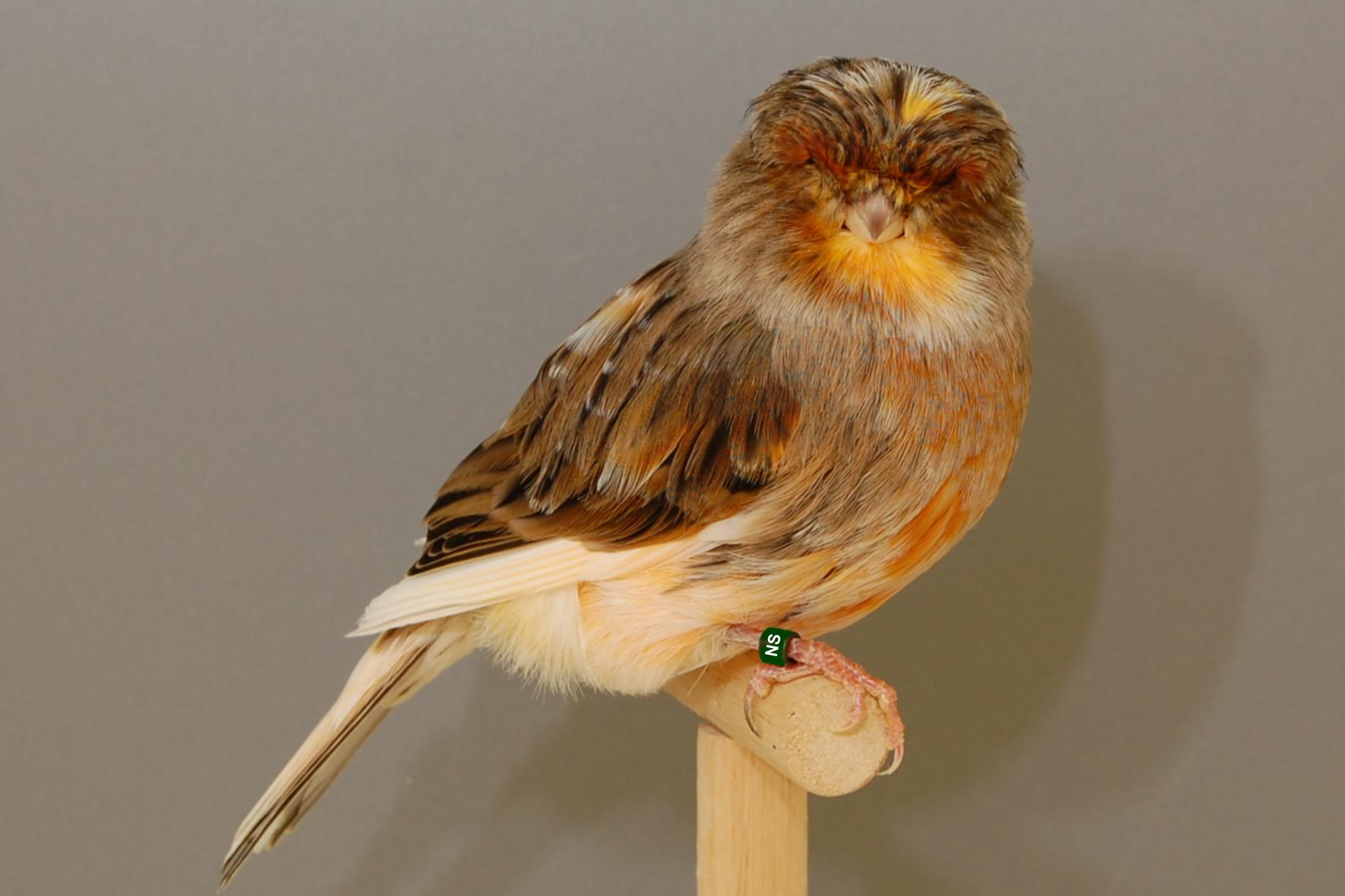
Norwich gescheckt
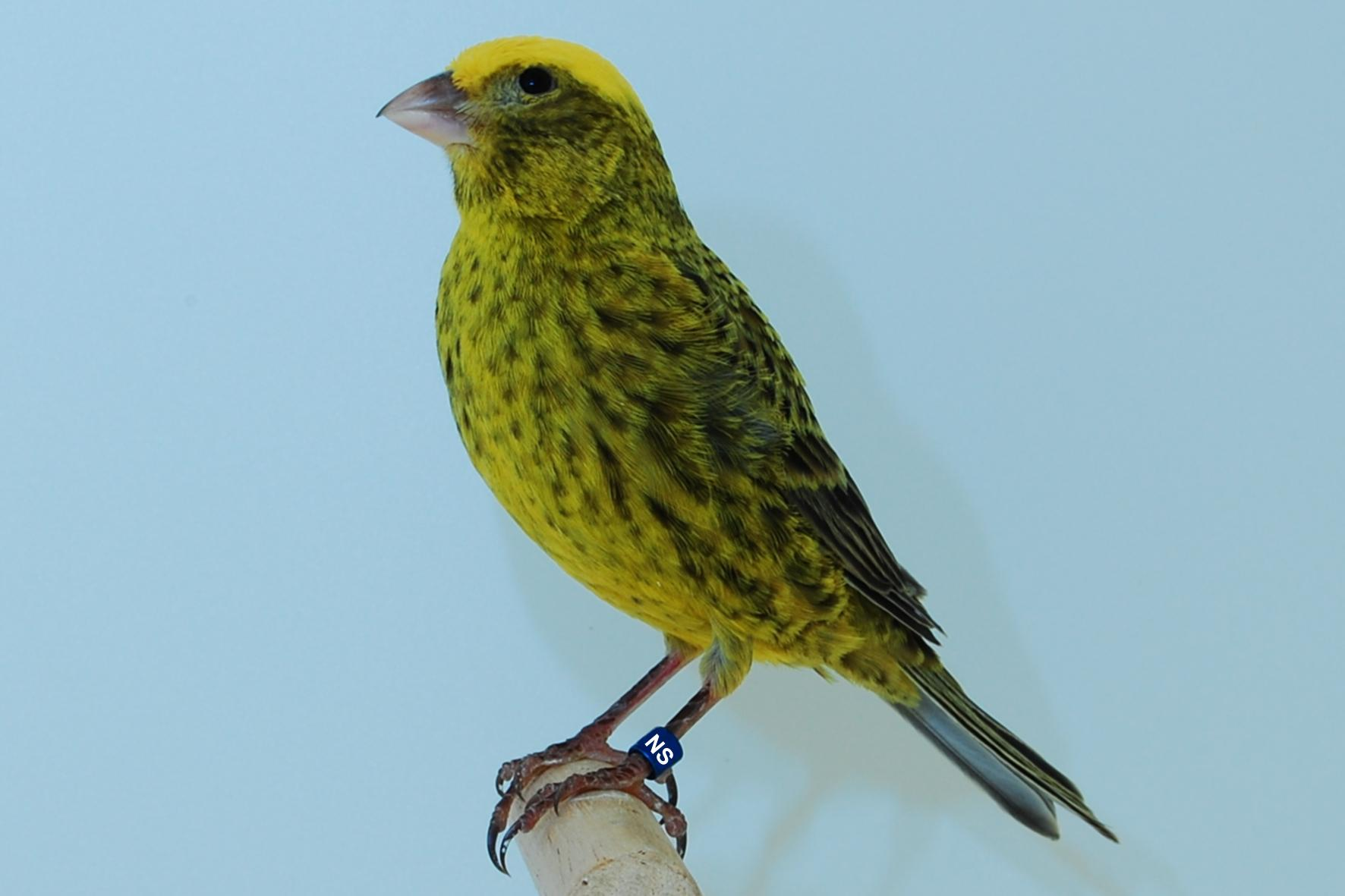
Lizard gelb intensiv
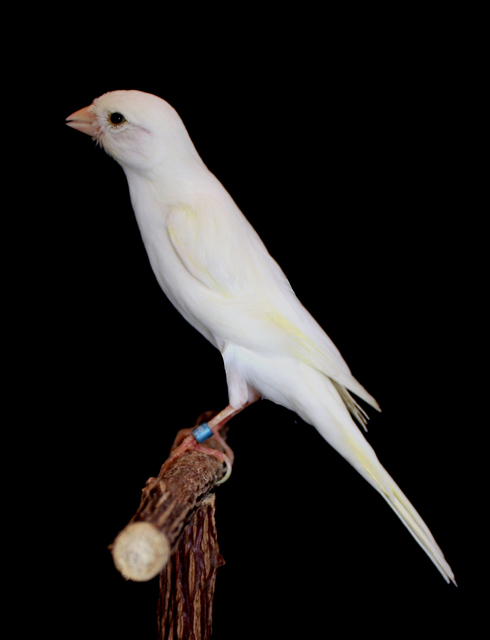
Llarget Espanõl Lipochrom Weiß
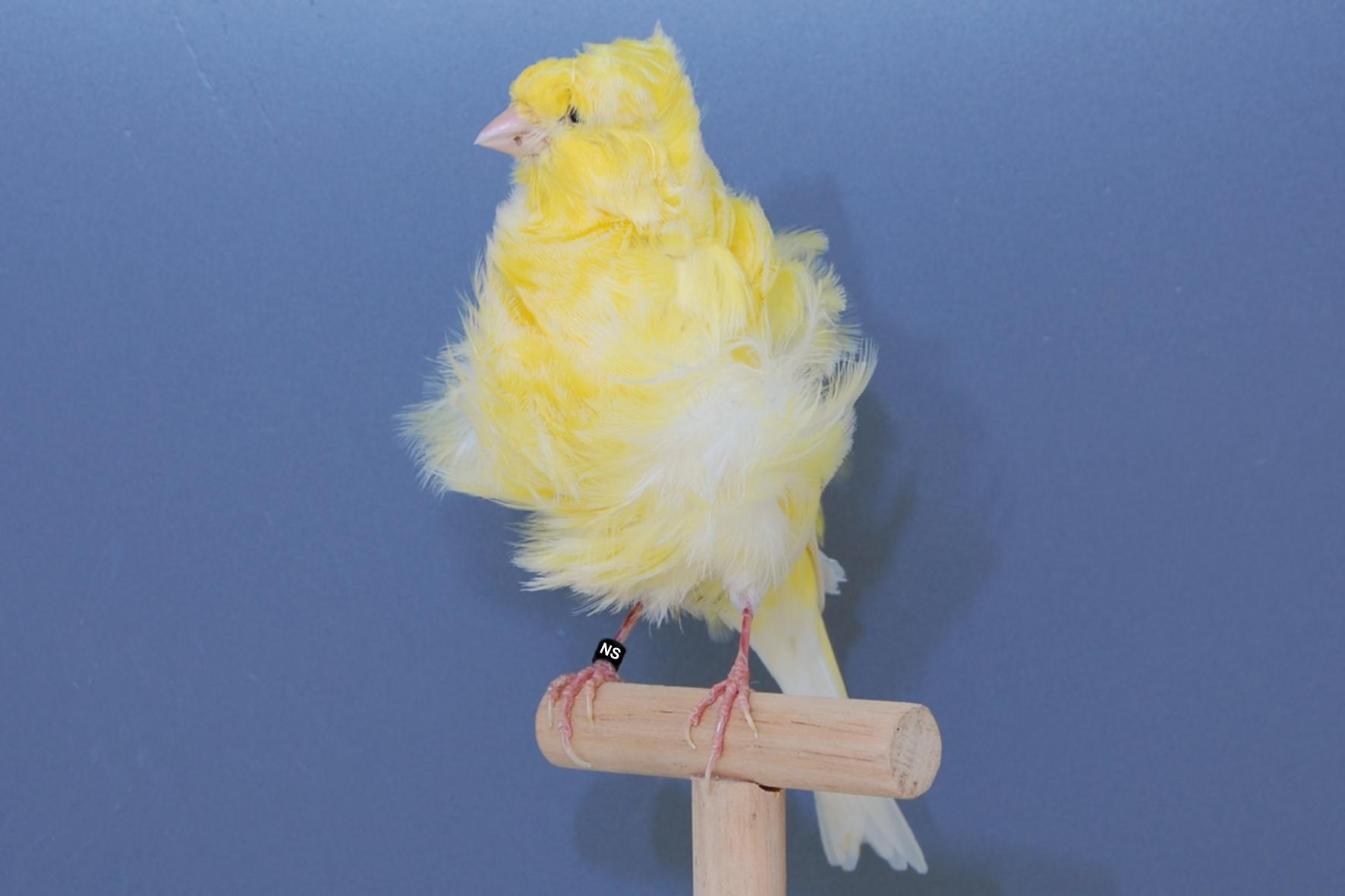
Mehringer Lipochrom Gelb
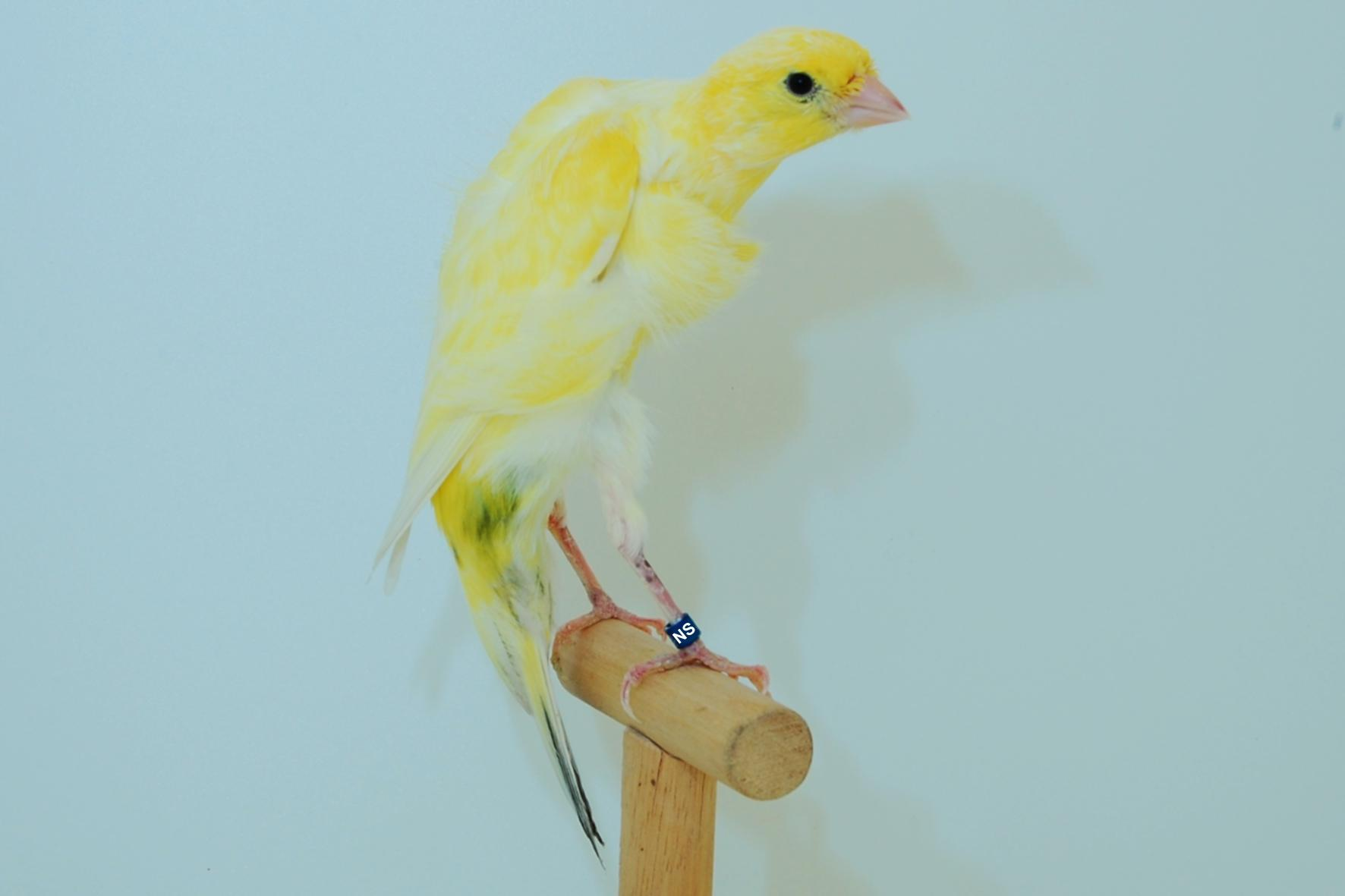
Südholländer Lipochrom Gelb

### Ausstellungen
Nach dem Ende der Zuchtsaison finden Ausstellungen normalerweise jeden Herbst statt und beginnen im Allgemeinen im Oktober und November. Es gibt viele Kanarienvögelausstellungen auf der ganzen Welt. Die Weltausstellung (C.O.M.) wird jedes Jahr in Europa gehalten und zieht tausende Züchter an. Mehr als 20.000 Vögel, darunter auch Kanarienvögel, werden zum Wettbewerb gebracht.
Auf Vogelausstellungen tauschen Züchter Kenntnisse über die Vererbung von Merkmalen aus und vergleichen Nachzuchten untereinander und mit den für die einzelnen Rassen vorgegebenen Standards. Weiterhin stellen sie die eigenen Ergebnisse des aktuellen Zuchtjahres aus und lassen sie durch dafür ausgebildete Preisrichter bewerten. Ausgestellt werden die Kanarienvögel entweder als Gesangs-, Farben- oder Positurkanarienvögel. Zur eindeutigen Kennzeichnung tragen sie Fußringe mit einer Bandnummer an den Beinen, die das Geburtsjahr und den Züchter benennen. Die Ausstellung erfolgt in genormten Käfigen einzeln oder als so genannte Kollektion (bestehend aus vier Vögeln in vier Käfigen).
Die Farbenrassen werden in erster Linie nach der Gefiederfärbung bewertet, auch wenn die Form und die Größe auch Bewertungskriterien darstellen. Bei den Positurvögeln wird hingegen vor allem die Körperform und -haltung bewertet. In jedem Fall können maximal 100 Punkte vergeben werden. Auf manchen Ausstellungen können Preise gewonnen werden.
Folgende Bewertungskriterien gelten für Farbenkanarien:
- Melanin: Bei Dunkelvögeln wird hier die Farbe und Form der Melaninzeichnung und -färbung bewertet. Kanarienvogel Achat – Opal

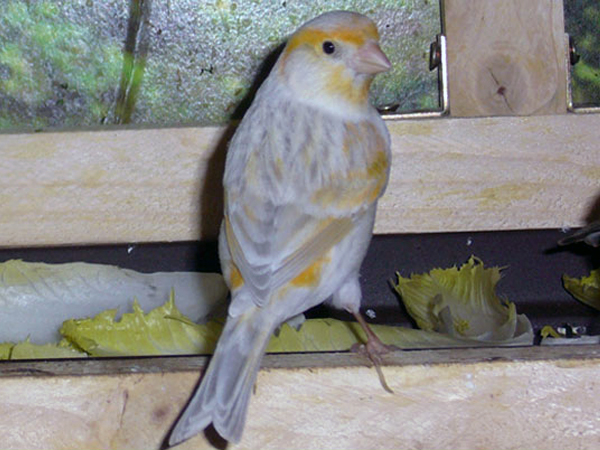
Kanarienvogel Achat – Opal

- Lipochrom: Hier wird die sogenannte Fettfarbe (Rot, Gelb) oder das Weiß bewertet.
- Kategorie: Hierunter wird die Intensität oder der Mosaikfaktor bewertet. Neben den Mosaikvögeln gibt es intensive und nichtintensive Vögel. Bei den Intensiven reicht die Fettfarbe bis in die Federspitzen, bei den nichtintensiven Vögeln ist der Federrand weiß gesäumt.
- Gefieder: Hier wird die Qualität des Gefieders bewertet.
- Form und Größe: Auch bei den Farbenkanarien ist die Form und Größe (13,5 – 14,5 cm) mit 15 Punkten maximal Bewertungskriterium.
- Haltung: Die Haltung im Schaukäfig verrät ein gutes Schautraining.
- Kondition: Hier werden die Gesundheit und Wohlbefinden berücksichtigt.

Für die Bewertung der einzelnen Positurrassen kommen andere Bewertungskriterien zum Tragen. Als Beispiel gelten die Bewertungspositionen eines Pariser Trompeters:
- Stützfeder, Mantel, Brustfrisur: Die Hauptfrisuren des Vogels (Flanke, Rücken und Brust) werden hier bewertet.
- Gefieder: Hier wird die Gefiederqualität gewertet.
- Größe: Die Größe eines Pariser Trompeters soll mindestens 19 cm betragen.
- Haltung: Die Haltung im Ausstellungskäfig wird hier bewertet. Der Vogel soll aufrecht sitzen und nicht hin und her flattern.
- Kopf: Hier werden die Kopffrisuren bewertet.
- Hahnenfedern: Einige Positurrassen müssen längere Federn zeigen, die am Schwanzansatz rechts und links herausragen.
- Flügel: Sie sollen lang, geschlossen und anliegend sein.
- Schwanz: Er soll lang und breit, aber geschlossen sein.
- Beine: Zum Vogel passend. Korkenzieherkrallen, wie früher üblich, dürfen die Vögel zeigen, müssen sie aber nicht haben.
- Hals: Hier werden die Halsfrisuren bewertet.
- Kondition:  Hier werden die Gesundheit und Wohlbefinden berücksichtigt.

## Verwendung in Kunst und Kultur
Georg Philipp Telemanns Kanarienvogel-Kantate von 1737 ist eine Trauermusik für einen verstorbenen Singvogel. Carl Zellers Operette Der Vogelhändler erzählt aus der Zeit der Tiroler Kanarienvogelzucht im 18. Jahrhundert. In den Kindertotenliedern von Friedrich Rückert lautet eine Zeile „Der Kanarienvogel büßt“.
Wilhelm Busch zeigt in der Zeichnung Monsieur Jacques à Paris während der Belagerung im Jahre 1870 (1870) in den Fliegenden Blättern (1859–1871) einen Mann mit seinem Kanarienvogel. Der belgische Maler Luc Tuymans hat in einem seiner Werke als Motiv einen Kanarienvogel und einen Blumentopf zusammengebracht. Auch Johann Aldabert Angermeyer setzt ihn in dem Gemälde Blumenstilleben mit Kanarienvogel in einen ähnlichen Zusammenhang. Zdenka Brock widmet sich dem Tier in dem abstrakten Bild „Unser Kanarienvogel singt so schön“. Leif Trenkler hat in seinem meterlangen skurrilen Bild Hyde Park mit rotem Kanarienvogel die Vielschichtigkeit elektronischer Popmusik festgehalten. Die New Yorker Dadaistin Elsa von Freytag-Loringhoven benutzte ihren Körper als Leinwand und schockierte die Öffentlichkeit, wenn sie etwa einen Büstenhalter aus Tomatensuppendosen trug, an dem ein Vogelkäfig mit einem Kanarienvogel baumelte, und sich auf den Po eine leuchtende Glühlampe montierte. Die Porzellanmanufaktur Meißen erstellte 1732 den Entwurf eines gelben Kanarienvogels, den sie zwischen 1947 und 1954 zur Ausführung brachte.
Johann Wolfgang von Goethe erwähnt einen gelben Kanarienvogel als Lilies Haustier in Das Märchen, der letzten Erzählung aus dem Novellenzyklus Unterhaltungen deutscher Ausgewanderter von 1795. Dieser wird durch einen Habicht getötet und zusammen mit dem Geliebten durch die Selbstaufopferung der Schlange wiedererweckt.
In Wilhelm Heys Fabeln Der Kanarienvogel und Der Kanarienvogel und die Henne steht dieser Vogel im Mittelpunkt. In Michael Endes Roman Momo und der gleichnamigen Verfilmung bringt die Titelheldin einen verstummten (gelben) Kanarienvogel durch geduldiges Zuhören zum Singen. Im Kinderbuch Der blaue Hut und der gelbe Kanarienvogel von Martin Ebbertz ist die Titelfigur ein sprechendes Stofftier. In Michel Houellebecqs Roman Elementarteilchen findet der erwachsene Michel Djerzinski nach der Rückkehr in die Wohnung seinen Kanarienvogel, zu dem er eine innigere Beziehung als zu irgendeinem Menschen gehabt hat, tot im Käfig.
S. Aden schrieb (unter dem Pseudonym S. von Adelung) Piepser, der Kanarienvogel, Schnurr, das Kätzchen, und Klein Mariechen, ein buntes Bilderbuch mit lustigen Reimen. Peter Schössow beschreibt in seinem Bilderbuch Gehört das so??! Die Geschichte von Elvis wie ein Kind mit dem Tod seines Kanarienvogels umgeht. Antje Reetz schrieb das Kinderbuch Ein Kanarienvogel singt wieder.
Die Theaterstücke Der stumme Kanarienvogel und Die Katze und der Kanarienvogel, wobei das letztgenannte verfilmt worden ist, tragen diesen Vogel sinnbildhaft im Titel. Im Fernsehfilm Der Hahn ist tot (2000) hält die Hauptperson Rosemarie einen Kanarienvogel. In der Mitte des 20. Jahrhunderts zeigten Cartoons Hauskatzen, die Kanarienvögel jagten, wobei Warner Brothers’ Sylvester und Tweety den größten Erfolg hatte.
Norwich City, ein englischer Fußballverein, ist auch als The Canaries bekannt, so dass ein gelber Kanarienvogel auf grünem Grund als Maskottchen das Vereinswappen ziert. Der Grund dafür liegt darin, dass Norwich früher ein berühmtes Zucht- und Handelszentrum dieser Vögel war und diese Zuchttiere das ehemalige Haustier der Webergilde der Stadt stellten.
Fenerbahçe Istanbul, der türkische Fußball-Rekordmeister, ist auch als Sari Kanarya (Gelber Kanarienvogel) bekannt. Unter Fans und in der Presse wird dieser Name auch häufig verwendet. Grund dafür ist vermutlich die gelbe Färbung der Vögel. Die Vereinsfarben von Fenerbahce Istanbul sind gelb und marineblau, wobei die Farbe gelb klar dominiert.
Der norwegische Fußballverein Lillestrøm SK ist als Kanarifuglene bekannt. Die Vereinsfarben sind dementsprechend überwiegend gelb (mit schwarz). Der Supporter-Club vom LSK nennt sich Kanari-Fansen.

## Verwendung als Warnvögel im Bergbau

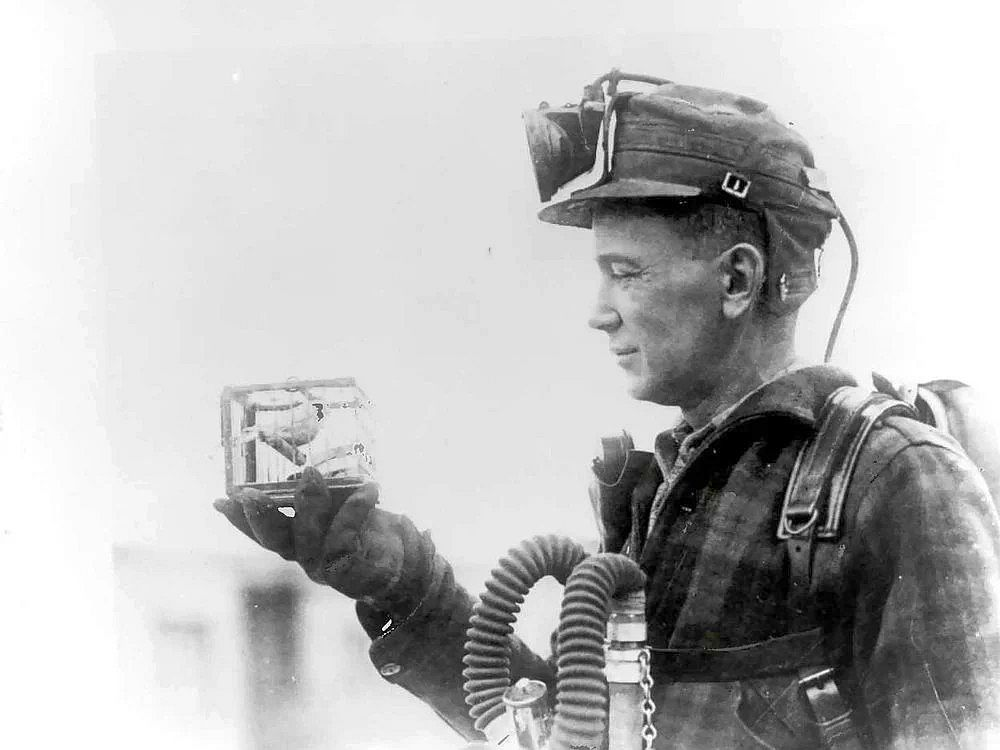
Ein Bergarbeiter mit einem kleinen Käfig mit einem Kanarienvogel, der 1928 zum Testen auf Kohlenmonoxidgas verwendet wurde

Kanarienvögel wurden seit 1730 in Kohleminen als Warnvögel vor Sauerstoffmangel eingesetzt. Sie zeigten an, wenn die Konzentration von giftigen Grubengasen anstieg, wobei die Giftigkeit einerseits auf der Verdrängung von Sauerstoff in der Atemluft beruht (sogenannte Matte Wetter) sowie im Fall des Kohlenmonoxids auf der Verdrängung des Sauerstoffs durch das Kohlenmonoxid am Hämoglobin, dem Sauerstofftransportprotein im Blut, beruht (Kohlenmonoxidvergiftung). Auf diese Weise dienten sie als tierische Warnanlagen in englischen Kohleminen von 1911 bis 1986. Von Bergleuten im Harz wurde der Harzer Roller als besonders schön trällernder Warnvogel aus dem Kanarengirlitz gezüchtet. Diese Verwendung steht im englischen Sprachraum auch Pate für eine Veröffentlichungs-Strategie im IT-Bereich, wo eine neue Version als Canary-Release zunächst wenigen Benutzern bereitgestellt wird. Enthält diese Version kritische Fehler, ist nur die ausgewählte Nutzergruppe davon betroffen; weiterer Schaden kann also abgewendet werden.